# Vampiro

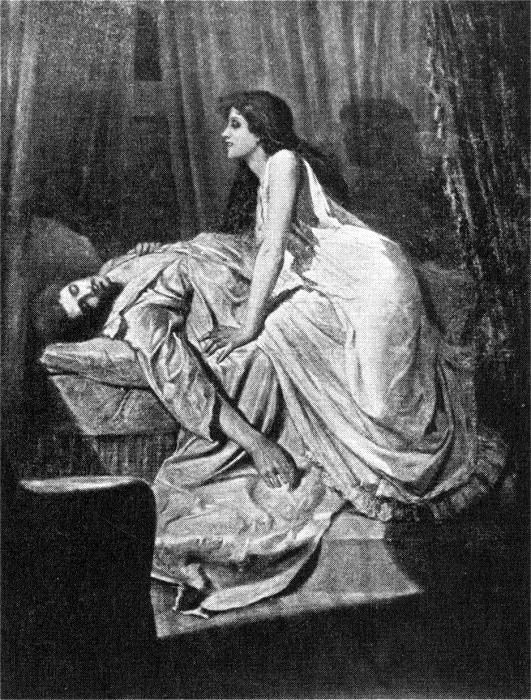
El Vampiro, Philip Burne-Jones, 1897

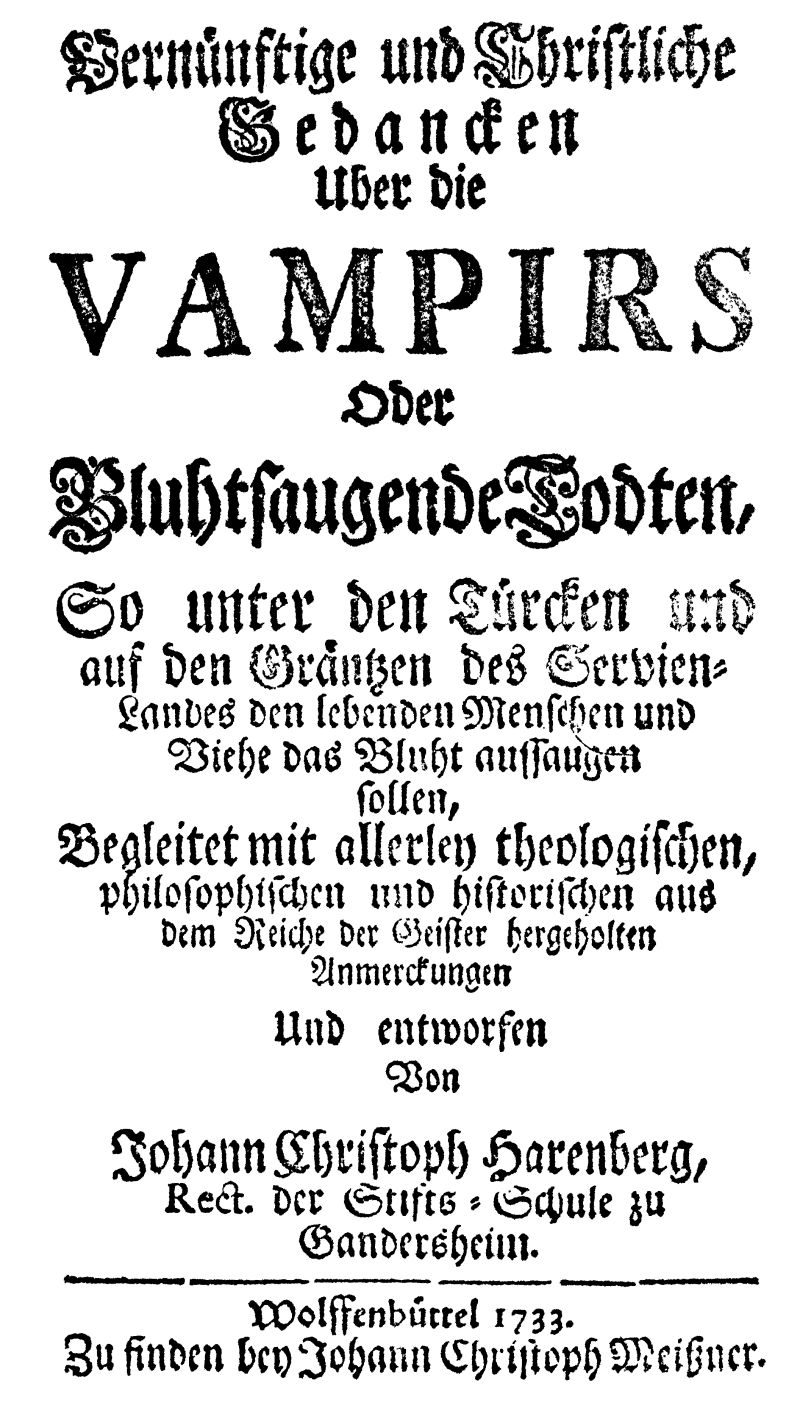
Portada de un libro alemán de 1733 sobre vampiros.

Un vampiro (del francés vampire, y este del alemán vampir) es, según el folclore de varios países, una criatura que se alimenta de la esencia vital de otros seres vivos (usualmente bajo la forma de sangre) para así mantenerse activo. En el folklore europeo, así como en la cultura global contemporánea, los vampiros son muertos vivientes, depredadores y chupadores de sangre que a menudo visitaban a sus seres queridos y causaban problemas o muertes en los vecindarios que habitaban mientras estaban vivos. El prototipo y todas las características de lo que hoy en día se conoce popularmente como un vampiro, es de origen eslavo.
Las entidades vampíricas han sido reportadas en culturas de todo el mundo; el término "vampiro" se popularizó en Europa Occidental después de los informes de una enfermedad sociogénica en el siglo XVIII basada en creencias folclóricas preexistentes en el sudeste y oriental de Europa, que en algunos casos resultó en cuerpos siendo atravesados con estacas y personas acusadas de vampirismo. Variantes locales en el sureste de Europa también eran conocidas por diferentes nombres, como shtriga en Albania,  vrykolakas en Grecia y strigoi en Rumanía, cognado del italiano strega, que significa 'bruja'.

## Historia de los Vampiros
En Europa, la mitología griega incluye la leyenda de Lamia, hija de Belo, rey de Libia, quien por sostener un romance con Zeus sufrió la ira de la diosa Hera, que asesinó a sus hijos y la convirtió en un monstruo despiadado que mataba niños y seducía a viajeros extraviados para devorarlos y alimentarse con su sangre. Otro mito griego es la Empusa, ser monstruoso con pies de bronce que podía transformarse en una bella mujer para seducir a los hombres y beber su sangre o devorarlos. En las leyendas rumanas se habla de los strigoi, deidades con rostro de mujer y cuerpo de pájaro que absorbían la sangre de los humanos mientras estos dormían.
Los romanos tenían a los larvae, no-muertos que no habían pagado sus crímenes en vida, y se vengaban de su estado esquelético y fantasmal absorbiendo la vida de los vivos.
Entre los francos la Ley Sálica, promulgada en el siglo V, prevé multas a quienes practiquen el vampirismo: «...La mujer vampiro que devore a un hombre, comprobándose su culpabilidad, deberá pagar una multa de 8000 deniers, o sea, 200 sous».
En España forman parte del mito criaturas como las guaxas en Asturias, las guajonas en Cantabria y las meigas chuchonas en Galicia, brujas con un solo colmillo que les sirve para succionar la sangre de sus víctimas, sobre todo niños. En las Islas Canarias también existía el mito de las brujas-vampiro que succionaban la sangre de los recién nacidos, como las llamadas Brujas del Bailadero de Anaga, en Tenerife.

### Orígenes del mito
Algunos estudiosos sugieren que el mito del vampiro, sobre todo el que se popularizó en Europa después del siglo XVII, se debe en parte a la necesidad de explicar, en un contexto de pánico colectivo, las epidemias causadas por enfermedades reales que asolaron Europa, antes de que la ciencia lograra explicarlas racionalmente (Ver:Vampiro y Medicina).
Es probable que el mito del vampiro en el folclore de muchas culturas desde tiempos inmemoriales, provenga inicialmente de la necesidad de personificar la "sombra", uno de los arquetipos primordiales en el inconsciente colectivo, según la conceptualización de Carl Gustav Jung, y que representa los instintos o impulsos humanos reprimidos más primitivos. Así, sería la encarnación del mal como entidad y una representación del lado salvaje del hombre o de la mujer de su atavismo bestial, latente en su sistema límbico y en conflicto permanente con las normas sociales y religiosas.
Aun así, el mito tal como es conocido en nuestros días proviene, además del citado temor a los bajos instintos, de una compleja combinación de varias supersticiones, entre las que se incluyen las creencias sobre la sangre (a la que se atribuye el ser fuente de poder o vehículo del alma); el temor a la depredación, a la enfermedad y a la muerte (de la cual la expresión más palpable es el cadáver), así como fascinación temerosa por la inmortalidad y el instinto de supervivencia.

### El vampiro en la Edad Media

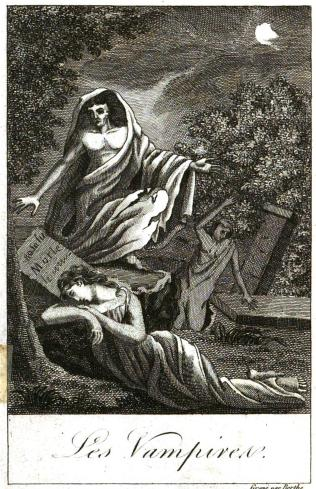
Grabado francés para ilustrar "Histoire des vampires et des spectres malfaisants" publicado en 1820.

En la Edad Media, los vampiros empiezan a ser parte de mitos y leyendas relacionados con personajes reales (Ver:Personajes históricos relacionados con el vampirismo) o con sucesos e identidades míticas con algún trasfondo real.
En la Saga Eyrbyggja que data del siglo XIII, sobre la colonización de Islandia, se cuenta cómo un jefe normando, Thorolf, regresa de su tumba para aterrorizar a la población hasta que su cadáver es incinerado. También aparece este tipo de monstruo, llamado draugr en islandés, en la Saga de Grettir.
En Rusia las creencias sobre vampiros, ligadas al culto a los antepasados como parte del paganismo eslavo persistente, eran motivo de preocupación entre los evangelizadores cristianos en el siglo XI, según se desprende de los comentarios del traductor al ruso de una homilía de San Gregorio Magno.

En la Grecia cristiana se creía también en los Vrykolakas o tympanios, que atacaban a su familia y amigos después de muertos.
En Inglaterra Walter Map en su obra De Nugis Curialium (1190) y William de Newburgh en el libro V de su Historia rerum Anglicarum (1196), incluyen relatos tradicionales de vampiros.
En España, en la región catalana del Alto Ampurdán (Gerona), se originó en el siglo XII una leyenda un poco olvidada pero que quizá sea la más importante sobre vampiros en la península ibérica, y es la del Conde Estruch, Estruc o Estruga, un anciano caballero feudal defensor de la cristiandad, que vivió en el Castillo de Llers, destruido durante la guerra civil española, y de quien se decía que murió asesinado y, como consecuencia de una maldición por su represión de las costumbres paganas que persistían en la zona, se convirtió en vampiro, aterrorizando mucho tiempo a los habitantes de la comarca, seduciendo también a jóvenes mujeres que quedaban embarazadas para dar a luz engendros monstruosos que morían al nacer.
Igualmente en la población de Tarragona llamada Pratdip, nombre que en catalán significa “Prado de dips”, existe la leyenda de los “Dips”, perros vampíricos que asolaron la comarca y cuya figura aparece en el escudo de la población, así como en retablos de la ermita dedicada a Santa Marina, la patrona local. En esa población existen también las ruinas de un castillo que la tradición oral local atribuye fue la morada de Onofre de Dip, señor feudal presuntamente convertido en vampiro.
En Escocia existe una leyenda que se remonta al reinado de Jacobo VI de Escocia en el siglo XVI, sobre Sawney Beane, quien conformó una salvaje e incestuosa familia de caníbales y vampiros que asoló la comarca de East Lothian durante 25 años, hasta que fueron descubiertos en la cueva en que vivían y ajusticiados en Leith Walk.

### El vampiro en la Edad Moderna
El escritor esloveno Janez Vajkard Valvasor escribió a fines del siglo XVI sobre un vampiro o strigoi de Istria llamado Jure Grando Alilović (1579-1656), al que se considera el primer vampiro moderno documentado. Y desde comienzos del siglo XVIII las menciones del vampiro pasaron de las tradiciones populares a las publicaciones periodísticas y eruditas en Europa, apareciendo descripciones y análisis de casos específicos, de los cuales el más emblemático es el de un hajduk serbio llamado Arnold Paole que motivó la inquietud de las autoridades del Imperio austrohúngaro hasta el punto que comisionaron sucesivas investigaciones conducidas por médicos militares austriacos que incluyeron la exhumación y examen de los cadáveres sospechosos. El 13 de febrero (1731), el padre de uno de los investigadores, el vienés Dr. Johann Friedrich Glaser, corresponsal del diario Commercium Litterarium de Núremberg, remitió al periódico una carta describiendo el caso tal y como se lo relató su hijo mediante una misiva fechada el 18 de enero. Más tarde el médico Johannes Flückinger, quien condujo la segunda investigación, publicó en Belgrado la obra Visum et Repertum (1732). Este libro, que circuló con profusión por Europa, popularizó el vocablo latino "vampirus" que no se empleaba con normalidad hasta entonces, y junto a la carta de Glaser fueron difundidos, citados y reproducidos en numerosos tratados (Ver El vampiro en la literatura) y artículos contribuyendo así a la propagación de la creencia en vampiros entre los europeos cultos. Los errores en estos informes médicos que dieron origen a la leyenda se explican hoy día por la poca comprensión que se tenía en la época sobre el proceso de descomposición de los cadáveres.
En el llamado Siglo de las Luces, cuando se propugna el triunfo de la razón y el desprestigio de las supersticiones, se intentó desvirtuar las leyendas sobre vampiros. En 1746 el monje benedictino de la abadía de Sénones y exégeta de la Biblia Dom Augustin Calmet publicó su obra Dissertations sur les apparitions des anges, des démons & des esprits et sur les revenans et vampires de Hongrie, de Boheme, de Moravie & de Silesie... (más conocido como Tratado sobre los vampiros y traducido al español por Lorenzo Martín del Burgo) con la intención de desacreditar el mito mediante argumentos cristianos; pero tanto esta como otras obras que nacieron a la sombra de la Ilustración en contra del mito de los vampiros, como la Dissertatione sopra i vampiri (1774) del arzobispo de Florencia Giuseppe Davanzati, solo consiguieron incrementar aún más la creencia en ellos.
Igualmente el español Benito Jerónimo Feijoo, quien escribe en cursivas y con mayúsculas la palabra "Vampiro", pues en el siglo XVIII, a pesar de estar generalizado su uso apenas comenzaba a ser un término aceptado por la Academia, en su ensayo comentando la obra de Augustin Calmet desecha la existencia de los vampiros afirmando: «Por otra parte, pretender que por verdadero milagro los "Vampiros", o se conservan vivos en los sepulcros o, muertos como los demás, resucitan, es una extravagancia, indigna de que aún se piense en ella. ¿Qué fin se puede imaginar para esos milagros? ¿Por qué se obran solo en el tiempo dicho? ¿Por qué solo en las regiones expresadas? Se han visto resurrecciones milagrosas. Y no solo se deben creer las que constan en la escritura, aunque no tengan el grado de certeza infalible que aquellas. Pero en esas resurrecciones se ha manifestado algún santo motivo, que Dios tuvo para obrarlas. En las de los "Vampiros" ninguna se descubre».
En L'Encyclopédie (1751) dirigida por Denis Diderot y Jean le Rond d'Alembert aparece la siguiente definición: «Vampiro. Es el nombre que se le ha dado a pretendidos demonios que se succionan durante la noche la sangre de cuerpos vivos y la llevan a cadáveres en los que puede verse la sangre salir de la boca, nariz y los oídos. El padre Calmet hizo sobre el tema una obra absurda de la cual no se le hubiera creído capaz, pero que sirve para demostrar hasta qué grado el espíritu humano se deja llevar por la superstición».
Pero fue sin duda el poema narrativo del romántico alemán Gottfried August Bürger Lenore (1773) el que puso de moda el tema del vampiro en la literatura junto con el relato El vampiro (1819) de John William Polidori.

### El vampiro en la Edad Contemporánea
El vampiro, que ya desde el siglo XIX es un icono universal en la literatura de ficción, sigue presente en crónicas periodísticas y en leyendas urbanas actuales. El caso más famoso en EUA en tiempos recientes y clásico en el folclore de Nueva Inglaterra, ajustado a los cánones del mito, es el incidente sucedido con Mercy Brown fallecida a los 19 años a causa de tuberculosis en Exeter, Rhode Island, y cuya exhumación en 1892 fue realizada ante el temor de que se había convertido en vampiro.
Igualmente es notable, en la Inglaterra del siglo XX, el caso del vampiro del cementerio de Highgate, en el suburbio londinense, que a finales de la década de los 60 fue el escenario de una leyenda urbana según la cual era rondado por un vampiro con características fantasmagóricas que se cobró algunas víctimas antes de ser destruido con intervención de autodenominados cazadores de vampiros, que incluso llegaron a organizar una cacería la noche del 13 de marzo de 1970, cuando decenas de curiosos y ocultistas invadieron el cementerio en busca del supuesto vampiro.
En regiones del África postcolonial y en pleno siglo XXI, se siguen produciendo rumores sobre vampiros asociados a los colonos, misioneros o representantes de organismos europeos y adaptados a la modernidad, pues se mencionan vehículos automotores, sobre todo de los pintados de color rojo, usados para raptar a las víctimas y el uso de jeringas para extraerles la sangre.

#### El vampiro en la cultura contemporánea
El arquetipo del vampiro está presente en la cultura contemporánea principalmente de cuatro maneras: 
1. Como prototipo de personajes de los videojuegos, los cómics o la literatura popular y el cine.
2. Como icono y disfraz que no puede faltar en Halloween, particularmente el estereotipo popularizado por Hollywood que encarnó el actor Béla Lugosi.
3. Como paradigma o referencia de ciertas subculturas o tribus urbanas, como la subcultura gótica.
4. Como referencia lexicográfica en el lenguaje cotidiano y el término en español, según el diccionario de la RAE, describe también a "Persona codiciosa que abusa o se aprovecha de los demás" y el verbo vampirizar a "Abusar o aprovecharse de alguien o de algo".[25] Algunos autores denominan vampiros psíquicos o emocionales a los perpetradores de acoso laboral, moral, psicológico y mobbing), atribuyéndoles desórdenes de la personalidad.[26]

### Personajes históricos relacionados con el vampirismo
Existen personajes reales cuyas vidas inspiraron la figura del vampiro en el folclore y en la literatura de ficción contemporánea.

#### Vlad Draculea

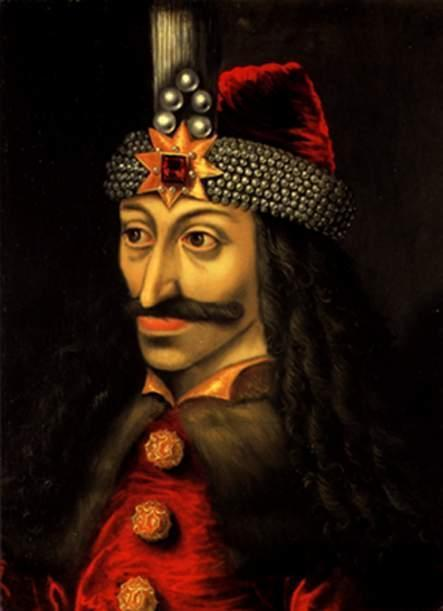
Vlad Tepes

También conocido como Vlad III o Vlad Tepes, es un noble héroe nacional rumano que en el siglo XV luchó contra la invasión de los otomanos y es famoso por la crueldad de sus métodos. Inspiró la novela "Drácula" de Bram Stoker por lo cual es relacionado con el tema aunque no existe evidencia histórica que bebiera sangre de sus víctimas ni las leyendas locales lo señalan de ser vampiro.
Vlad III, que realmente era valaco y no transilvano según Bram Stoker, es apodado Tepes que significa "Empalador" en rumano, por su método más famoso para escarmentar a sus enemigos. Draculea significa hijo de Dracul que a su vez significa el dragón, y que era el título de su padre, Vlad II, un voivoda (príncipe) caballero de la Orden del Dragón. Debido a su éxito en expulsar a los turcos de Valaquia, por lo cual vivió en constante estado de guerra durante 1431 y 1476, y liberar la comarca de la delincuencia, se le considera un héroe nacional en Rumania y el salvador de Europa pues Valaquia junto con la vecina Transilvania, constituyen la puerta meridional de Europa que todo invasor procedente de Asia, tenía que pasar obligatoriamente si intentaba conquistar por el sur las fértiles llanuras europeas. Su historia es relatada en la canción titulada Von ainem wutrich der hies Trakle waida von der Walachei escrita por Michael Beheim, juglar germánico súbdito del rey húngaro Matías Corvino, en cuya corte conoció a Vlad cuando este se refugió allí huyendo de sus enemigos.
La leyenda siniestra de Draculea surge como mínimo desde su época, cuando sus enemigos solo podían explicar sus victorias militares atribuyéndole poderes necrománticos. En el siglo XX su figura ha tratado de ser reivindicada.

#### Condesa Elizabeth Báthory

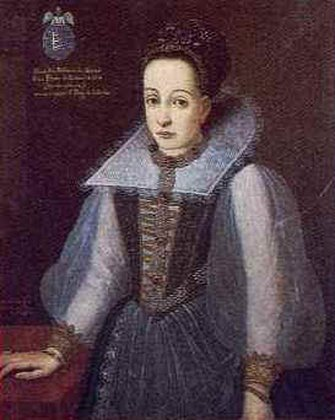
Elizabeth Báthory

Llamada "La Condesa Sangrienta", este personaje vivió entre los siglos XVI y XVII e inspiró a Sheridan Le Fanu para crear en 1872 a la protagonista de su famosa narración Carmilla.
Elizabeth, importante aristócrata húngara y famosa en su época en Europa por su belleza, fue acusada de secuestrar en su castillo de Čachtice (en la actual Eslovaquia) a numerosas doncellas vírgenes, nobles y campesinas, a quienes torturaba y desangraba hasta la muerte para obtener la sangre que usaba en sus baños y bebía (aunque esto último no se comprobara en el proceso), como parte de prácticas de magia negra en que era asistida por un séquito de brujas, bajo la creencia de que así se conservaría bella y lozana. El corto proceso, ordenado e impulsado por el emperador Matías II y el Palatinado, finalizó el 7 de enero de 1611, y mientras sus cómplices fueron torturadas y condenadas a pena de muerte en la hoguera, a Elizabeth por su condición aristocrática y la importancia política de su estirpe solo la condenaron a vivir emparedada en sus aposentos, que fueron sellados para siempre y en los cuales uno de sus carceleros la encontró muerta en agosto de 1614.
En el siglo XX algunos cuestionan la verdadera magnitud de sus crímenes y la validez de las acusaciones, atribuyéndole un carácter político a su proceso, cuyos archivos se conservan aún y son la fuente primaria de lo que se ha escrito sobre ella. En todo caso, la condesa Báthory es referencia ineludible en los estudios sobre el mito europeo del vampiro pues su historia se entremezcla con las leyendas relacionadas con él mismo.

#### Gilles de Rais
Este aristócrata francés del siglo XV, que luchó en los años finales de la guerra de los Cien Años junto a Juana de Arco, torturó y dio muerte a unos 300 niños durante 8 años hasta que en el año 1440 fue capturado, procesado y ejecutado.

#### Henry Fitzroy
El personaje real, hijo bastardo de Enrique VIII y conde de Nottingham y duque de Richmond y Somerset, murió a los 17 años, posiblemente de tuberculosis. Aunque su muerte no está esclarecida ni hay referencias históricas a actividades criminales o vampirismo, inspiró a la escritora Tanya Huff un personaje del mismo nombre, un vampiro "bueno" novelista y detective, que protagoniza La saga de la sangre (Blood Ties), convertida en serie de televisión.

## Etimología
"Vampiro" es una palabra que comenzó a ser usada en Europa en el siglo XVIII. En el Diccionario de la lengua española, de la Real Academia Española, fue incluida por primera vez en la novena edición, de 1843. Tiene origen en el término "vampire" del inglés y francés, proveniente a su vez del término vampir en lenguas eslavas y del alemán, derivado del polaco wampir y este a su vez del eslavo arcaico oper, del cual existen raíces indoeuropeas paralelas en el turco y el persa. Significa a la vez: "ser volador", "beber o chupar" y "lobo". Por otra parte, hace también referencia a cierto tipo de murciélago hematófago. Aunque según la RAE proviene de francés ''vampire'' y este del alemán ''vampir''.
Según el Diccionario Oxford de Inglés, la primera aparición de la palabra "vampire" (vampiro, en inglés) fue en 1734, en un diario de viaje titulado Travels of three English gentlemen (Viajes de tres caballeros ingleses), publicado posteriormente en el "Harleian miscellany" en 1745.
El término inglés deriva (posiblemente a través del "vampyre" francés) del "vampir" alemán, que aparece a principios del siglo XVIII proveniente del término serbio "вампир/vampir. El origen de la palabra moderna Vampiro (Upiór significa Hortdan, Vampiro o Bruja en los mitos turcos y eslavos) proviene del término Ubir-Upiór, el origen de la palabra Ubir o Upiór se basa en las regiones alrededor del río Volga (İtil) y las estepas Pónticas. Se afirma que la leyenda de Upiór se extendió con la migración del pueblo Kipchak-Cuman a las estepas euroasiáticas. La palabra moderna "vampiro" se deriva de la forma eslava antigua y turca "онпыр (onpyr)", con la adición del sonido "v" delante de la vocal nasal búlgara antigua (on). El formato búlgaro es впир (vpir). (otros nombres: onpyr, vopir, vpir, upir, upierz.)
La voz serbia wampira (wam = sangre, pir = monstruo) designa al muerto que, según leyendas de la Europa Central, regresa a alimentarse con la sangre —y, según ciertas variantes, con la carne— de los seres que en vida estuvieron más próximos a él. De tal raíz surgen las siguientes denominaciones: vampyr en neerlandés; wampior o upior en polaco; upir en eslovaco; upeer en ucraniano. Este término ingresó "oficialmente" a la lengua alemana en (1732) cuando fue reportado el caso de Arnold Paole (Ver: El vampiro en la edad moderna). Sin embargo, los vampiros no eran un tema nuevo para las publicaciones en alemán. Después de que Austria obtuvo el control del norte de Serbia y Oltenia con el Tratado de Passarowitz en 1718, los funcionarios reportaron las prácticas locales de exhumar cuerpos y "matar vampiros". Estos informes, elaborados entre 1725 y 1732, recibieron amplia difusión.
En el año 1613, la palabra Vampire fue también empleada en idioma francesa para describir a los murciélagos vampiro (Desmodontinae) que viven únicamente en Latinoamérica.
Aunque la etimología exacta no es clara, entre las formas proto-eslavas propuestas están *ǫpyrь y *ǫpirь. Otra teoría menos extendida es que las lenguas eslavas han tomado la palabra de un término turco para "bruja" (por ejemplo, del tártaro "ubyr").
El primer uso registrado de la forma antigua rusa "Упирь (Upir')" comúnmente se cree que está en un documento del año 655 (del calendario bizantino o 1047 d. C.) Se trata de un colofón en un manuscrito del Libro de los Salmos escrito por un sacerdote que transcribió el libro del alfabeto glagolítico al cirílico para el príncipe de Nóvgorod Vladímir Yaroslávich. El sacerdote afirma que su nombre es "Upir' Lijyi " (Оупирь Лихыи), lo que significa algo así como "Vampiro perverso" o "Vampiro hiriente". Este nombre aparentemente tan extraño ha sido citado como un ejemplo de supervivencia del paganismo y el uso de apodos como nombres de personas.
Otro uso temprano de la antigua palabra rusa se encuentra en la traducción rusa de la homilía "Palabra de San Gregorio", fechada muchas veces entre los siglos XI al XIII, donde se menciona el culto pagano de los "upyri".

## Sinónimos
Existen diferentes nombres o variantes locales para referirse al vampiro, tales como: 
- brucolaco (en español, proveniente del griego vrykolakas)
- kyuuketsuki (吸血鬼) (en japonés)
- Nosferatu (del griego nosophoro o νοσοφορος, portador de enfermedad)
- strigoï o strigoiul, moroi y pricolici (rumano)[27]
- draugr (nórdico antiguo)
- vampyrus (latín)
- vrolok (eslovaco)

La forma serbia "vampir" tiene paralelos en virtualmente casi todas las lenguas eslavas: 
- vampir (вампир) en búlgaro y macedonio
- upir/upirina en idioma croata
- upir en idioma checo
- upiór y wąpierz en idioma polaco, tal vez por influencia del eslavo oriental
- upyr (упир) en idioma ucraniano
- upyr (упыр) en idioma bielorruso, del antiguo eslavo oriental упирь (upir')
- vampir o vurdalak y upyr (упырь) en ruso

En Grecia, se los denominaba tympaniaios o vrykolakas dependiendo de su origen.
En el folclore caribeño, particularmente en Haití y Granada, se le denomina "loogaroo" (deformación del término francés para hombre lobo, "loup-garou") a un personaje -usualmente una mujer anciana- que se despoja de su piel y en forma de 'globo de luz' roba sangre en la noche para ofrendarla al diablo a cambio de poderes mágicos.
Los cronistas ingleses medievales, como Walter Map y Guillermo de Newburgh, denominan en latín al vampiro como "sanguisuga", es decir hematófago.

## Características y atributos

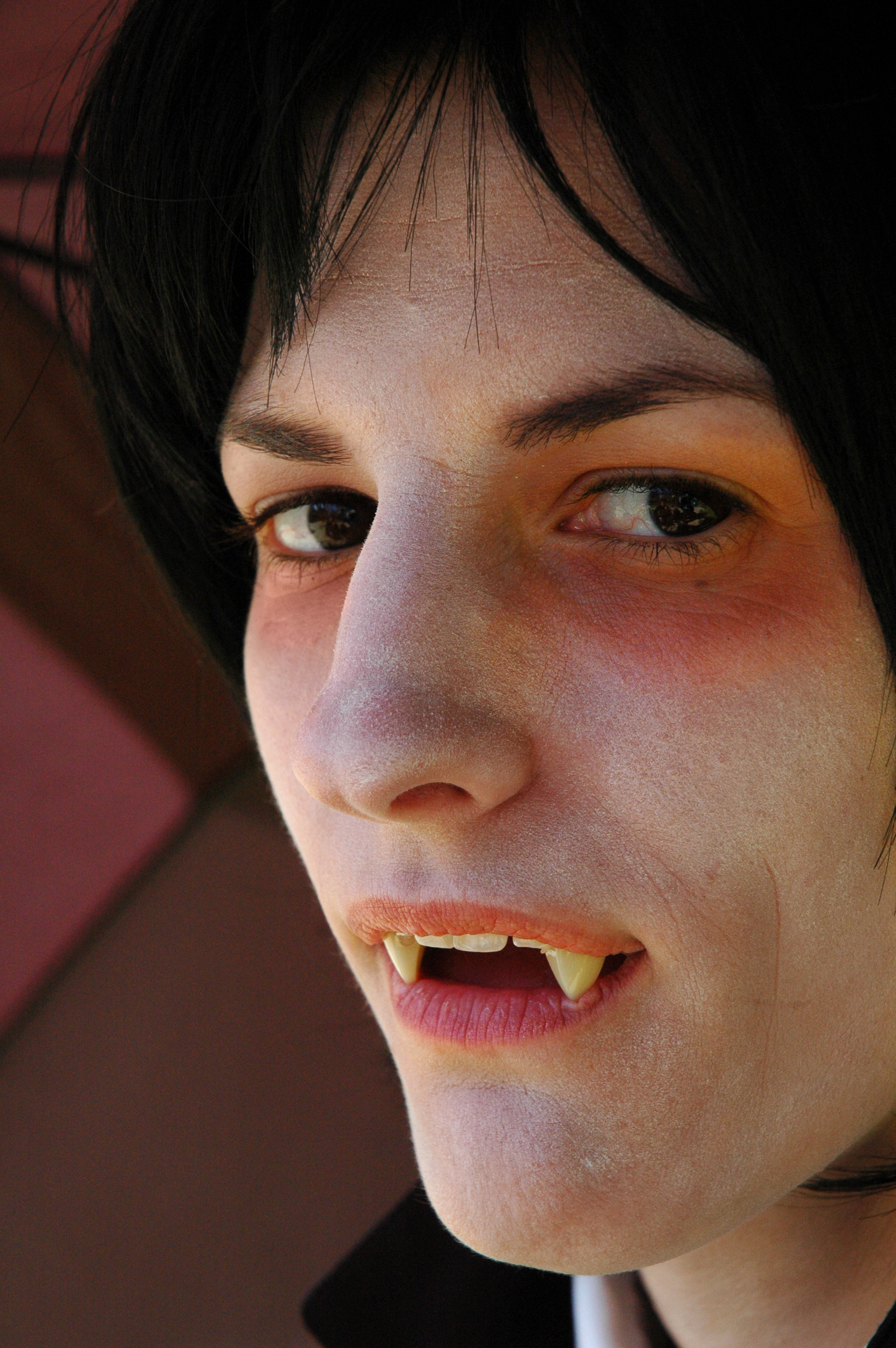
Maquillaje de vampiro para una protesta contra el Banco Mundial. Nótese los rasgos tradicionales: tez pálida y ojeras (propias de un cadáver), además de los largos colmillos para atacar y desangrar a sus víctimas.

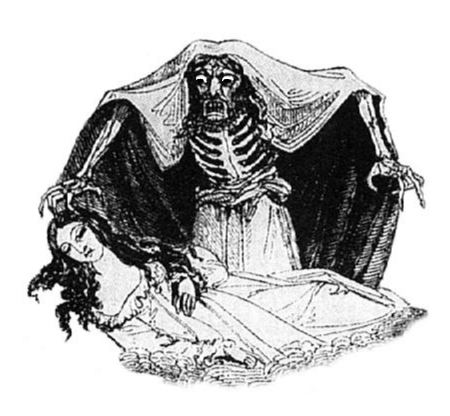
Ilustración de "Varney the Vampire" de 1847.

La descripción de estas criaturas varía según el folclore de cada región. Además la mayoría de atributos de un vampiro según la cultura contemporánea provienen de la literatura, sobre todo de la novela Drácula y las películas basadas en ella, así como de los cómics y videojuegos, a veces contradiciendo la naturaleza primordial del vampiro tradicional original. Por eso, de las siguientes características, solo algunas son las esenciales o comunes en el folclore general o como parte de las creencias de ciertas regiones; otras son inventadas por los novelistas y libretistas de cine o diseñadores de videojuegos.
Fueron humanos, pero ahora están en un estado intermedio entre la vida y la muerte, de ahí que se les llame no-muertos, revinientes o redivivos. Esta naturaleza determina su aspecto físico básico:
1. Entre los eslavos, griegos[51] y pueblos de Europa del este, un cadáver desenterrado era considerado vampiro si su cuerpo parecía hinchado y le salía sangre (presuntamente de sus víctimas) de la boca o la nariz. También si notaban que sus uñas, pelo y dientes eran más largos que cuando había sido enterrado e incluso poseía un aspecto más saludable de lo esperado, mostrando piel sonrosada y pocos o ningún signo de descomposición.[2]
2. En Transilvania (Rumanía) se consideraba que los vampiros eran flacos, pálidos, y poseían unas largas uñas y largos y puntiagudos caninos (colmillos).
3. En Bulgaria y Polonia se les atribuye tener un solo orificio nasal así como una especie de aguijón en la punta de la lengua.[56]
4. Según la creencia en el folclore rumano, tienen la posibilidad de transformarse en animales como gatos o perros, ovejas y caballos.[27] La forma más mencionada en la ficción popular es la del murciélago y en niebla.

Otras características:
- Se alimentan primordialmente de la sangre de sus víctimas aunque hay descripciones de que también son antropófagos y en algunas culturas se consideraba que la sangre no era la base de su sustento, sino el "fluido vital" humano o la energía psíquica.
- No se reflejan en los espejos ni tienen sombra, tal vez como una manifestación de la carencia de un alma. Este atributo no es universal, pues por ejemplo el vampiro griego vrykolakas/tympanios poseía tanto sombra como reflejo, pero es muy popular gracias a novelistas como Bram Stoker, que lo menciona en su novela Drácula.
- Los vampiros, por su naturaleza demoníaca o su origen sacrílego, no soportan los símbolos cristianos y por ello pueden ser alejados usando una cruz cristiana o agua bendita, y no pueden cruzar por terrenos consagrados como los de una iglesia.
- Son indestructibles por medios convencionales y son extremadamente fuertes y rápidos pero se debilitan junto a las corrientes de agua.
- Aunque en general se supone los vampiros son vulnerables a la luz del sol, entre los eslavos se creía que no solo pueden resistir la luz del sol, sino que en algunos casos podían viajar a otro pueblo y llevar allí una vida normal.[56]
- Algunas tradiciones sostienen que un vampiro no puede entrar en una casa si no es invitado por el dueño; pero que una vez es invitado puede entrar y salir a placer.
- En algunas zonas de Europa del este, se cree que el vampiro es un ser lujurioso que vuelve al lecho conyugal a procrear con su esposa, engendrando así criaturas con características especiales (que varían en cada región) a las  que se conoce como dhampiros.
- Tienen una afinidad natural con la magia negra y concretamente con la nigromancia, que dominan con mayor facilidad que el hechicero no vampiro más diestro.

## Origen de un vampiro
En el conjunto de creencias populares se pueden distinguir unas formas básicas, a veces complementarias entre sí, para que un ser humano se convierta en vampiro:
- Por predisposición desde el nacimiento: En Rumanía tenía más posibilidades de ser un strigoi, el séptimo o duodécimo hijo cuyos hermanos mayores eran todos del mismo sexo. O tener unas marcas de nacimiento como el hueso sacro pronunciado, abundante vello corporal y haber nacido encapuchado, es decir con la cabeza envuelta en parte de la membrana placentaria, o haber ingerido parte de la misma.[57] Entre los eslavos también tenían mayor probabilidad de convertirse en vampiros los nacidos en Sábado Santo.[58]
- Por muerte prematura o violenta: En la antigua Grecia,[51] en donde se denominaban vrykolakas o brucolacos a los así originados, al igual que entre búlgaros, eslavos,[58] y en ciertas culturas africanas y en Indonesia, se creía que los niños, adolescentes y en general las personas que habían tenido una muerte prematura o en circunstancias anormales, por suicidio o violencia, podían convertirse en fantasmas vagabundos o vampiros.[59]
- Por incumplimiento de rituales funerarios y religiosos: En Grecia, Bulgaria y Rumanía también se creía que alguien se convertía en vampiro después de morir si quienes debían ocuparse de preparar y vigilar debidamente el cadáver no realizaban los rituales adecuados o no cumplían bien su tarea, como impedir que un animal, especialmente un perro o gato, e incluso una persona pasaran sobre el mismo.[58][51] Esta creencia es similar en los hindúes que consideraban que los espíritus o Pitrs, en espera de reencarnar, pueden convertirse en vampiros si nadie les recuerda y realiza los shraadh, rituales funerarios de rigor para facilitar su reencarnación.[60]
- Como maldición por acciones criminales o sacrílegas: En la antigua China también se creía que se convertían en vampiros ciertos criminales, tradición similar a la existente entre los eslavos y los griegos, quienes creían que los vampiros eran brujas o personas que se habían rebelado contra la Iglesia mientras estaban vivos, vendiendo su alma al diablo y que al morir sus cuerpos podían ser poseídos por demonios. En la Europa cristiana y especialmente entre los griegos, esta creencia era reforzada con los conceptos desarrollados por el cristianismo basados en la idea neoplatónica de la vida después de la muerte y la idea de la supervivencia del alma hasta el día del Juicio Final a pesar de la corrupción del cuerpo, de aquellos que murieran arrepentidos de sus pecados y que hubieran recibidos los últimos sacramentos.[52] Por eso, los griegos y los eslavos creían que todos aquellos que no fueran enterrados en tierra consagrada (en particular los suicidas y los excomulgados) o los que no hubieran recibido la extremaunción, tenían la mayor posibilidad de convertirse en vampiros o tympaniaios.[2][51]
- Por mordedura de un vampiro: Según casi todas las tradiciones, especialmente entre los eslavos,[2] aquella persona que moría después de ser mordida por un vampiro se convertiría a su vez en uno. Los escritores ocultistas aducen que esta manera solo es posible si hay aceptación por parte de la víctima.[3] Los autores de literatura de ficción le han dado a esta manera de convertirse en vampiro una connotación sexual intensa, muy atractiva para propósitos dramáticos.

## Identificación del vampiro
Existen numerosos y variados rituales que se utilizaban para identificar a un vampiro. La comprobación más socorrida consistía en la exhumación del cadáver sospechoso para verificar directamente si tenía las características tradicionales y destruirlo, práctica que llegó a ocasionar numerosas profanaciones de tumbas.
Uno de los métodos descritos por el abad Calmet, citado por el padre Feijoo, para localizar la tumba de un vampiro, consistía en guiar a un muchacho virgen montado en un caballo también virgen a través de un cementerio; el caballo se negaría a avanzar sobre la tumba en cuestión. Generalmente se requería que el caballo fuera negro, aunque en Albania era necesario que fuera blanco. La aparición de agujeros en la tierra sobre la tumba también era tomada como un signo de vampirismo.
Otra evidencia de la actividad de un vampiro en la localidad incluía la excesiva lluvia o granizo, así como la enfermedad y muerte de familiares o conocidos, así como del ganado, en los días siguientes a la muerte y enterramiento del sospechoso. Algunos también se manifestaban mediante pequeños actos similares a los de un poltergeist, tales como mover muebles de la casa, producir ruidos y dar golpes.

## Protección contra un vampiro

### Prácticas preventivas

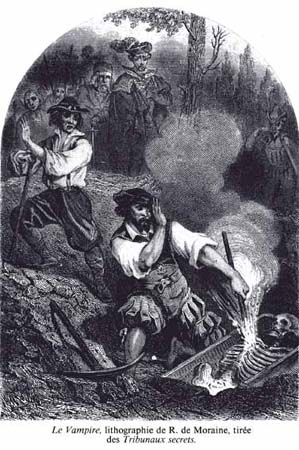
El Vampiro, litografía del por R. de Moraine ilustrando el momento en que después de haberlo exhumado se destruye a un vampiro clavándole una estaca en el pecho.

Para evitar que un muerto se convirtiera en un vampiro, entre los celtas una de las prácticas más extendidas era enterrar el cuerpo cabeza abajo, así como también colocar hoces o guadañas cerca de la tumba, para evitar que los demonios poseyeran el cuerpo o para apaciguar al muerto y que no se levantara de su ataúd. Con igual propósito los tracios y los búlgaros antiguos solían amputar las extremidades, cortar los talones y los tendones de las rodillas o perforar otras partes del cuerpo.
En Rodas y en la isla de Quíos (Grecia) se ponía una cruz de cera entre los labios del cadáver, así como una pieza de cerámica con la inscripción “Jesucristo conquista” para evitar que se convirtiera en vampiro o vrykolakas.
En Europa Oriental era frecuente introducir un diente de ajo en la boca, y a veces en cada uno de los nueve orificios corporales, de los muertos así como atravesarles el corazón con un objeto corto punzante, antes de inhumarlos. En las regiones sajonas de Alemania se colocaba un limón en la boca del sospechoso de ser un vampiro. Los gitanos clavaban agujas de hierro y acero en el corazón del cadáver y colocaban pequeños fragmentos de acero dentro de la boca, sobre los ojos, en las orejas y entre los dedos durante el entierro. También introducían espino en un calcetín del muerto, le clavaban una estaca de espino en las piernas o rodeaban la tumba con una barrera de plantas espinosas. En Bulgaria, los arqueólogos han encontrado varios esqueletos de origen medieval cuyo tórax había sido apuntillado con estacas de hierro, una práctica común hasta principios del siglo XX realizada para evitar que personajes a los que se había considerado malvados regresaran convertidos en vampiros. En Polonia se han encontrado enterramientos en los que los sospechosos de vampirismo eran decapitados y la cabeza colocada entre las piernas.

### Talismanes, sustancias y objetos protectores
Numerosos objetos y sustancias, que varían de región en región, son mencionados en las leyendas sobre vampiros por su efecto apotropaico, es decir, por tener la propiedad de alejarlos o destruirlos. En Europa se cree que una rama de rosa silvestre o de espino pueden dañar al vampiro, así como el ajo o el azufre y objetos sagrados como un crucifijo, un rosario o el agua bendita. 
En algunas regiones de Sudamérica, cuando una mujer deja en la casa a su hijo dormido, pone sal y unas tijeras al lado del niño para ahuyentar a vampiros y brujas.
Otros métodos comunes en Europa incluían esparcir semillas de mostaza o arena sobre el tejado de la casa a proteger o en la tierra de una tumba sospechosa de contener a un vampiro para mantenerlo ocupado durante toda la noche contando los granos caídos. Historias chinas similares relatan que si un vampiro se encontraba con un saco de arroz, tendría que contar todos los granos uno por uno; es una temática que se puede encontrar también en los relatos del subcontinente indio y en Sudamérica, sobre brujas y otros tipos de espíritus malignos o traviesos.
Aunque no se los considera como un objeto de protección, el que los vampiros no se reflejen en los espejos ha hecho que fueran utilizados para mantenerlos alejados: eso se conseguía situándolos en una puerta, mirando hacia afuera.

### Destrucción de un vampiro

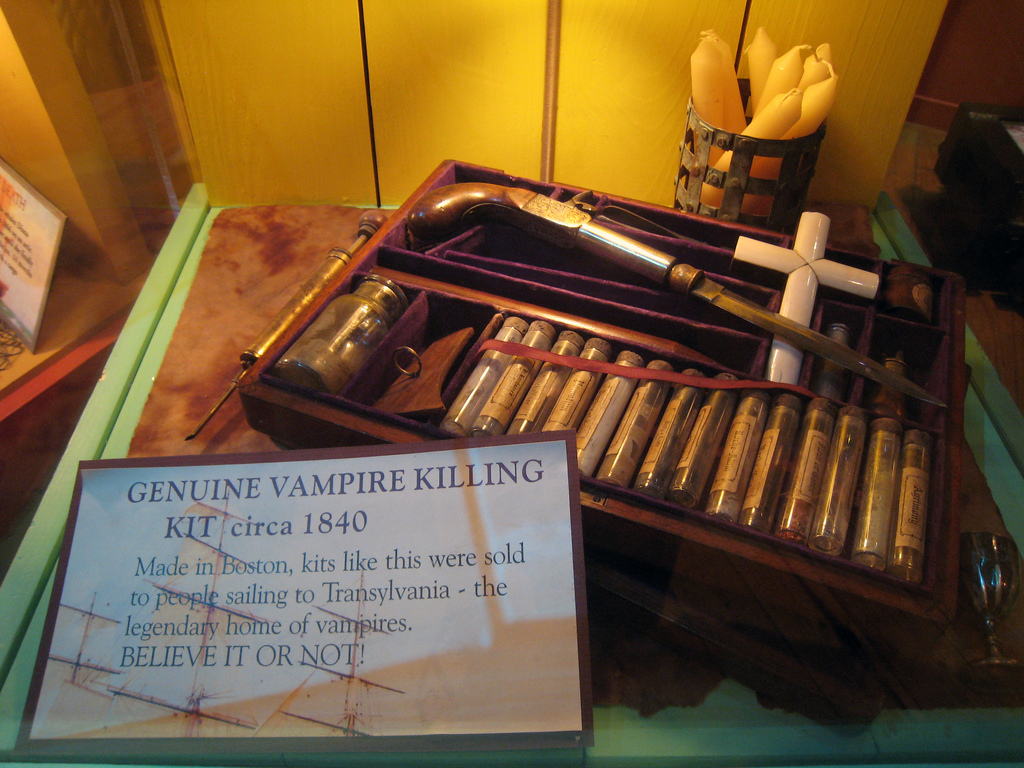
Estuche para cazador de vampiros (1840) exhibido en uno de los museos de Ripley.

En los Balcanes, existía el cazador de vampiros que podía ser un religioso o un dhampiro, que según la tradición gitana es el hijo o descendiente de un vampiro con el poder de detectarlos —aunque fueran invisibles— y destruirlos. 
Hasta principios del siglo XX, unos estuches o «kits» con las herramientas tradicionales para destruir vampiros eran ofrecidos a los viajeros que iban a visitar Europa del Este en particular. Actualmente, estos equipos son propiedad de ciertos museos de curiosidades o de coleccionistas aficionados a lo esotérico.

#### Métodos
Tradicionalmente, existen varias formas para eliminar a un vampiro:
- Estacado o clavar una estaca en el corazón de los cadáveres sospechosos de ser vampiros. Es el método más citado, particularmente en las culturas eslavas del sur. Se usaban estacas y punzones de madera o hierro. El fresno era la madera preferida en Rusia y en los estados bálticos, el espino en Serbia y en Bulgaria,[58] y el roble en la región de Silesia. La estaca solía clavarse apuntando a la boca en Rusia y en el norte de Alemania, o al estómago en el noreste de Serbia. Esto es similar al acto preventivo de enterrar objetos afilados, como hoces o guadañas, junto al cadáver y apuntando hacia él, de forma que cuando el cuerpo se hinchara le penetrase en la piel lo suficiente, para evitar que el no-muerto se levantara del ataúd.

- La decapitación era el método preferido en las áreas germánicas y eslavas del oeste. La cabeza se enterraba junto a los pies, tras las nalgas o alejada del cuerpo.[66] Este acto se veía como un modo de acelerar la marcha del alma, debido a que —en algunas culturas— se creía que esta permanecía en el cuerpo.

- La incineración completa del cadáver o del corazón y el rociar la tumba con agua hirviendo eran las medidas más habituales en Grecia.[61] También, sobre todo en casos recalcitrantes, se desmembraba el cuerpo y se quemaban las partes o se hervían en vino.[51] Los rumanos, eslavos y gitanos utilizaban las cenizas para preparar bebidas que suministraban a los familiares o víctimas a modo de cura.[67]

- Repetir el funeral, cambiando de lugar la tumba, rociando agua bendita sobre el cadáver, o con un exorcismo, era una medida propugnada en los Balcanes y especialmente por la Iglesia en Grecia para evitar la incineración, pues esta disminuía la posibilidad de salvación del alma.[51]

- Rituales de magia: En Bulgaria se practicaba un ritual consistente en el embotellamiento del vampiro —que según la creencia búlgara es un espectro incorpóreo—, llevado a cabo por personas que se dedicaban a ello, sirviéndose de una botella especialmente preparada que contenía un fragmento de un icono (estampa de un santo) así como algo del alimento favorito del vampiro. Este lo atraía irresistiblemente a su interior y el vampiro quedaba atrapado allí, ya que el hechicero se apresuraba a cerrarla con un corcho. La botella, con el vampiro dentro, era arrojada al fuego para destruirlo.[56]

## Creencias similares en otras culturas

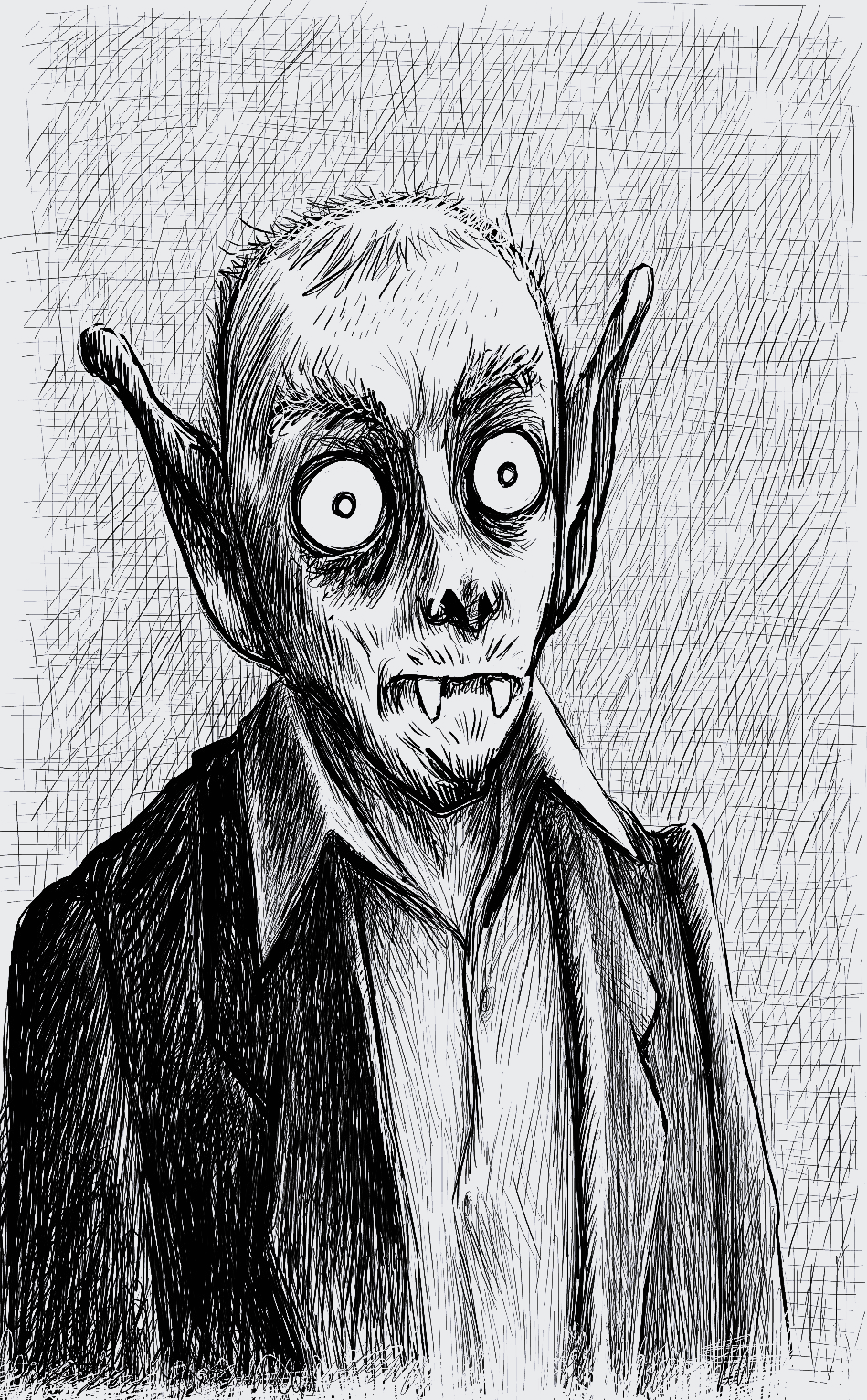
Ilustración moderna de un vampiro.

Inicialmente la mayoría de menciones de seres con características similares a los vampiros en la Antigüedad son parte del folclore y de los mitos en diversas civilizaciones, desde Egipto y Sumeria hasta las culturas indoamericanas.
En Mesopotamia se invocaba a los dioses protectores para que acabaran con los Utukku, seres culpables de las enfermedades y las pestes, que pueden considerarse como antecesores de los vampiros.
En la antigua China se creía en la existencia de los Jiang Shi o vampiros zombis, con extremidades rígidas de manera que solo pueden avanzar dando pequeños saltos y con los brazos extendidos. Son completamente ciegos, pero presienten a las personas por su respiración y si muerden a una persona, la convierten también en otro muerto viviente.
En el Antiguo Egipto la diosa de la guerra Sejmet, hija de Ra y llamada "la terrible", asoló la tierra para castigar a los hombres y solo pudo ser apaciguada embriagándola con un brebaje de color rojo semejante a la sangre que bebía. 
En el folclore árabe y africano se menciona la existencia de unos demonios necrófagos y vampiros, que cambian de forma a su antojo, llamados guls —en árabe, "Al-ghul" (demonio)—, que se convertían en tales por haber tenido una muerte violenta. En uno de los relatos de Las mil y una noches llamado Honor de un Vampiro el protagonista es un Ghul.
En el judaísmo uno de sus arquetipos míticos es Lilith, la primera mujer de Adán, de quien se decía que se alimentaba de la sangre de los niños no circundados y es inspiradora de muchos personajes de vampiresas seductoras en la ficción por su acentuado carácter sexual.
En la India los vetala (demonios vampiros) ocupan un lugar importante en las narraciones y, como parte de la corte de Siva, rondan los lugares de cremación. Igualmente en las mitologías budista, hinduista y mitología jainista, un preta es un espíritu atormentado, el alma de un fallecido condenado a sufrir una eterna hambre de sustancias repugnantes o de sangre lo cual lo torna peligroso para los vivos.
En América, el pueblo indígena Mapuche tiene entre sus creencias la existencia de un ser vampírico conocido como el Pihuychen que atacaría principalmente a animales, pero también a humanos. Igualmente creían en la existencia de una criatura vampírica acuática conocida como Trelke-wekufe (El cuero). Posteriormente ambos seres formarían también parte de la tradición chilena. Los Mexicas creían en unas diosas temibles llamadas Cihuateteo, espíritus de mujeres que morían durante el parto y que provocaban pestes, atacaban a los niños y en las noches a los viajeros especialmente en los cruces de caminos. Según el Popol Vuh, los Mayas creían que el guardián de Xibalbá era un murciélago con rasgos humanos llamado Camazotz que decapitaba a los extraños. Un mito del pueblo Shuar que habita en la selva amazónica en Ecuador y Perú dice que los "Jencham", como denominan a los murciélagos hematófagos que habitan las cavernas, se originan en hombres que fueron así transformados por su gusto en derramar la sangre.

## El vampiro en la ciencia
En el siglo XVIII y en el contexto de la Ilustración surgieron escritos críticos buscando desvirtuar el mito del vampiro. Voltaire dedica al tema, con su ironía característica, un aparte en su Diccionario Filosófico y Fray Benito Jerónimo Feijoo dedica igualmente con tono crítico al tema de "Vampiros y brucolacos" una de sus "Cartas eruditas y curiosas" (1774) a propósito del tratado escrito por un contemporáneo suyo, el monje Augustin Calmet llegando a la conclusión que los sucesos son el resultado de una imaginación supersticiosa y del embuste. Con el tiempo, otros eruditos y científicos han tratado de explicar los orígenes del mito y los fenómenos que lo componen a la luz de las ciencias exactas y sociales.

### Vampiro y zoología
La ciencia llama "vampiro" (nombre que le dio el naturalista Conde de Buffon en 1761) al murciélago hematófago conocido como Desmodus rotundus que habita en una amplia región de América del Sur, de hábitos nocturnos y se alimenta habitualmente de sangre de ganado bovino, equino o porcino a los que ataca mientras duermen, gracias a sus agudizados sentidos para localizarlas, acercándose a ellas volando, arrastrándose por el suelo o saltando, para morderles en los hombros, espalda, región perianal, en las patas, pezuñas, así como en la base de los cuernos o en las orejas. 
Son animales de pequeño tamaño, entre los 6 y los 9 centímetros y un peso de 25-40 gramos, pelaje denso color café grisáceo, cara aplanada, orejas pequeñas y puntiagudas, hocico corto y labio inferior en forma de V, con incisivos superiores anchos y filosos e inferiores pequeños, siendo los caninos largos, de punta aguda y borde posterior afilado. Este aspecto inspira a los maquilladores y encargados de los efectos especiales en las películas, las imágenes más aterradoras para presentar en aspecto más bestial a un personaje vampiro.

### Vampiro y medicina
De las ciencias, la medicina es la que más ha intentado explicar y esclarecer los orígenes del mito del vampiro folclórico.
En el siglo XVIII la ola de superstición desatada hizo que surgieran obras como Los vampiros a la luz de la medicina (1749) de Próspero Lambertini que llegaría al papado con el nombre de Benedicto XIV desde donde siguió luchando contra las falsas creencias, o el Informe médico sobre los vampiros (1755) de Gerard van Swieten, médico y archidiácono de María Teresa I de Austria, donde tras criticar el vampirismo y considerar poco frecuente aunque dentro de la normalidad los casos de incorruptibilidad de los muertos, desacreditaba a médicos y comisarios pues en muchas ocasiones y siguiendo sus indicaciones se realizaban sacrilegios, poniendo en entredicho el buen nombre del finado, violando tumbas y ultrajando cadáveres.

#### ¿Enfermedades vampíricas?
El neurólogo español, Juan Gómez Alonso, propone una razonable explicación del mito a partir de ciertas enfermedades que por sus síntomas y signos, así como por su impacto social, sirven para dar algún sustento científico a la leyenda del vampiro en el folclore europeo.

##### La peste
La peste, enfermedad infecciosa producida por la Yersinia pestis y transmitida por las pulgas de las ratas y otros roedores, es la más factible para explicar en forma simple pero verosímil las epidemias de vampiros en la Edad Media. Precisamente este fenómeno también es descrito como trasfondo de la historia principal de un vampiro en obras cinematográficas como Nosferatu, eine Symphonie des Grauens de Murnau o de Herzog.
Durante el siglo XIV, especialmente en Prusia oriental, Silesia y Bohemia, para evitar el contagio las víctimas de la enfermedad eran enterradas prematuramente sin constatar la muerte clínica. Muchos de estas víctimas de enterramiento vivo sufrieron por ello una larga y atroz agonía, infligiéndose heridas en su intento de escapar de sus tumbas. No es de extrañar, por tanto, que en la exhumación se encontraran al cadáver conservado y con manchas de sangre, lo que a falta de una mejor explicación estimularía la imaginación supersticiosa de la gente atribuyéndoles una condición de vampiros.

##### El carbunco
Esta enfermedad muy contagiosa, capaz de crear gravísimas epidemias, producida por el Bacillus anthracis que puede transmitirse de los animales a los humanos, podría semejar la sintomatología de una víctima de un vampiro. Los afectados presentan fiebre alta, sed intensa, convulsiones, dificultad respiratoria y alucinaciones que se atribuyen a la falta de oxígeno, con una sensación de asfixia que podía ser expresada por parte de la víctima como el estrangulamiento a manos de un vampiro. Los cadáveres presentan ausencia de coagulación de la sangre, frialdad y rigidez; y de igual forma se descompone más lentamente. En una época donde no se tenían conocimiento de muchas enfermedades se podía pensar que en estos cadáveres aún se presentaba vida. El ántrax o carbunco es la mejor explicación para casos tradicionalmente considerados de vampirismo, esto es: muertes de personas después de dificultades respiratoria, convulsiones y septicemia, al igual que de animales herbívoros, y cadáveres con sangre no coagulada, con miembros flexibles y con lenta descomposición. El carbunco generalmente se presenta en zonas pastoriles en brotes indeterminados atacando a vacas, ovejas, cabras y seres humanos principalmente.

##### La anemia
Esta enfermedad clásica, frecuentemente asociada a las anteriores, consistente en un déficit en la cantidad o calidad de los glóbulos rojos de la sangre encargados de transportar el oxígeno a todo el cuerpo, también puede explicar la creencia en la afectación de los vecinos y familiares allegados al presunto vampiro. Las supuestas víctimas presentaban una severa palidez acompañada de intensa fatiga, cansancio y respiración entrecortada, síntomas y signos clínicos que se pueden explicar con este trastorno que no siempre se debe a la pérdida de sangre, sino que hace parte también del cuadro de una desnutrición, ya sea por falta de adecuada alimentación por las propias enfermedades, o las carestías debidas a las guerras, cuando no por ayunos con motivaciones religiosas que tenían el objetivo de purgar los pecados y verse libre del peligro de la peste. 

##### La rabia
La rabia, infección viral del Sistema Nervioso, es la enfermedad transmisible que científicamente explicaría adecuadamente el mito del vampiro, especialmente cuando su auge en Europa coincide con epidemias de esta afección durante los siglos XVI y XVII, en particular la ocurrida en Hungría entre 1721 y 1728.
- Se transmite a los humanos generalmente por mordedura de animales como perros, lobos y murciélagos, portadores habituales de la enfermedad y que en el folclore han sido relacionados con los vampiros. En 1733 ya se mencionaba que el vampirismo era una enfermedad contagiosa de una naturaleza parecida a la que sobreviene tras la mordedura de un perro rabioso.
- Durante el periodo de incubación y fase preclínica (habitualmente entre 1 año y 3 meses), puede manifestarse con sensaciones anormales como parestesias, dolor en la zona de mordedura y sintomatología inespecífica inicial (fiebre, pérdida de apetito, fatiga, depresión, temor, ansiedad y sueños angustiosos) semejando una progresiva transformación de la persona en un vampiro.
- La fase clínica, correspondiente a una encefalitis dada la predilección del virus por afectar al sistema límbico (importante en el control de las emociones y la conducta), se caracteriza por un cuadro de "rabia furiosa" consistente en síntomas similares a los asignados al vampiro folclórico como son: inquietud y agitación crecientes que pueden llegar hasta la agresividad, insomnio persistente, fotofobia, alteración del ritmo del sueño y modificaciones de la conducta sexual expresadas como hipersexualidad. Debido a frecuentes espasmos musculares en cara, faringe y laringe, el paciente emite sonidos roncos y ahogados con una retracción de los labios de forma que asoman los dientes como si fuera un animal. Una exaltación de los reflejos, puede causar accesos de furor maníaco frente a pequeños estímulos, como leves contactos, corrientes de aire, luz y ruidos, ciertos olores o excitaciones mínimas como ver su imagen reflejada en un espejo. Las pesadillas y las alucinaciones también suelen estar presentes en este tipo de cuadro florido de la rabia que generalmente es mortal.
- El espasmo muscular y los reflejos anormales en faringe producen característicamente un rechazo del paciente al agua o hidrofobia (y, por consiguiente, a ver su imagen reflejada en ella), nombre por el cual se conoce también a esta enfermedad, causado por los intensos dolores al intentar tragar agua o simplemente con su visión. Los problemas para tragar su propia saliva, causan que la misma se acumule y gotee de su boca formando espumarajos.

##### Porfiria
En particular el tipo de porfiria eritropoyética congénita o enfermedad de Günther, producida por una anomalía genética y hereditaria, se ha alzado con el título de "enfermedad de los vampiros"; pero, aunque rara y llamativa, no sirve para explicar las formas epidémicas del vampirismo debido a que es muy poco frecuente o escasamente diagnosticada.
La enfermedad se caracteriza bioquímicamente por una alteración genética de la actividad de la enzima encargada de metabolizar las porfirinas pigmentos precursores del grupo Hemo componente de la hemoglobina que se encarga del transporte de oxígeno en la sangre y le da su característico color rojo. El resultado es una acumulación excesiva en los tejidos de estas sustancias, lo cual clínicamente se manifiesta en una serie de síntomas, signos y complicaciones que coinciden con ciertas características atribuidas vampiros del folclore, como son:
- Fotosensibilidad: El depósito de porfirinas en la piel produce una hipersensibilidad a la luz solar de 400 o más nm de longitud de onda, lo que desencadena un proceso de producción de peróxidos que, al liberar oxígeno atómico en los tejidos, provoca destrucción celular, manifestándose por un fuerte enrojecimiento, agrietamiento y sangrado de la piel, formación de ampollas que se infectan fácilmente, causando erosiones y úlceras que al cicatrizar dejan marcas y deformaciones en la zona afectada. Además, el organismo en un intento de proteger la piel del sol desarrolla hirsutismo o crecimiento anormal del vello en la frente, pómulos y extremidades y en zonas inusuales como las palmas de las manos, característica que por ejemplo Bram Stoker incluye en su novela al describir por primera vez al conde Drácula.

- Deformidades faciales o "Facies vampírica": Producida cuando las lesiones faciales son extensas, recidivantes y mutilantes, destruyendo los labios (que dejan la dentadura al descubierto, dando la apariencia a los dientes de ser de mayor tamaño que el normal), los cartílagos de la nariz, mostrando frontalmente los agujeros nasales, o los auriculares, dando ocasionalmente un aspecto puntiagudo a las orejas. Igualmente, con la acumulación de porfirinas los ojos pueden aparecer de color rojizo y en los dientes aparece la llamada eritrodoncia por el depósito porfirínico en la dentina.

- Palidez extrema y ansiedad por la sangre: Los defectos en la producción de hemoglobina producen anemia con toda su sintomatología característica, de la cual es destacable la palidez general, tal y como se describe la imagen clásica del vampiro. Un tratamiento habitual de la anemia son las transfusiones de sangre o del grupo Hemo, que no solo mejoran la anemia sino que frenan la producción de porfirinas y muchos atribuyen que por esa razón los pacientes tiene ansiedad por la sangre. Antiguamente la terapéutica médica para las anemias incluía beber sangre de otros animales, lo cierto es que los jugos digestivos la destruyen y para tener cierto beneficio y que pudiera absorberse una mínima parte del grupo Hemo, el paciente tendría que ingerir más cantidad que la que se necesita vía intravenosa.

- Intolerancia al ajo: Esta hortaliza, parte de los elementos clásicos para ahuyentar vampiros, que se usa desde tiempos antiguos al atribuírsele propiedades antisépticas, antiparasitarias, expectorantes o hipotensivas, al parecer según estudios recientes produciría un bloqueo de la coagulación de la sangre al inhibir la agregación plaquetaria y uno de sus elementos, el disulfuro de alilo, por otra parte, podría destruir el grupo Hemo, todo lo cual podría aumentar el malestar del paciente con porfiria.[78]

- Disociación emocional o mental del paciente: Este tipo de porfiria no trastorna, curiosamente, la sensación de bienestar del enfermo, aunque por el tipo de vida al que se encuentra sometido es frecuente que se alteren las facultades mentales, lo que podría explicar las obsesiones y crueldades que se atribuyen a los vampiros.

- Prevalencia entre grupos familiares: Aunque la porfíria no explica bien las epidemias de vampiros, si puede asociarse al mito por su prevalencia entre grupos poblacionales cerrados o familias endogámicas, dado su mecanismo de transmisión genética, basándose en el derecho de pernada frecuente en la sociedad feudal, lo cual supone la transmisión del material genético del noble señor feudal afectado de porfiria a las familias de sus siervos o del pueblo llano, produciéndose varios casos en un mismo periodo y con relativa frecuencia y explicando así la prevalencia en el entorno familiar del supuesto vampiro original. Por otra parte, entre las diversas variedades de la porfiria (especialmente en la aguda intermitente, variegata y coproporfiria) puede desencadenarse crisis por la ingesta de alcohol o por el estrés intenso que se ocasionaría con relativa facilidad en el ámbito supersticioso de la población crédula de los vampiros.

##### Enfermedades psiquiátricas
La atracción patológica por beber sangre ha sido la causa de que en la historia se registren muchos casos de personajes reales con conducta vampírica, cuya compulsión solo ha podido ser explicada psiquiátricamente al no encontrarse un sustrato infeccioso o somático como en las enfermedades antes descritas. 
Psicosis y esquizofrenia son los diagnósticos más frecuentes de los psiquiatras forenses y expertos en criminalística para explicar la conducta vampírica de personajes reales, en su mayoría asesinos seriales, como el alemán Peter Kürten, el caballero Francés Gilles de Rais o la condesa Húngara Erzsébet Báthory antes citados, y criminales contemporáneos mencionados por las noticias en nuestros días (Ver: Pacientes de vampirismo famosos).
Recientemente nuevas propuestas de clasificación de los trastornos mentales relacionados con la sexualidad o de las parafilias, asignan al vampirismo una categoría particular, deslindando y diferenciando este trastorno de otras filias como la necrofilia o el sadismo, para explicar y describir mejor la conducta criminal motivada por el placer libidinoso derivado de la vista, contacto o bebida de sangre de sus víctimas.

#### Vampiros ymedicina forense
Tras un tiempo de estar sepultados, como parte del  proceso natural de putrefacción y fermentación, dadas las condiciones de temperatura, humedad y nutrientes adecuados, en especial en los pulmones y en el sistema digestivo de algunos cuerpos se desarrollan una gran cantidad de bacterias y esporas productoras de gases que se acumulan en los tejidos. 
Comúnmente, cuando se creía que un difunto se había transformado en vampiro, días después de su funeral se desenterraba el cadáver para corroborar la sospecha. Si se intentaba manipular el cuerpo exhumado y clavar una estaca en su pecho, por la presión ejercida sobre los pulmones podía producirse la exhalación de una especie de "suspiro" o grito, que sería en realidad un escape de los gases de putrefacción, haciendo pensar a los exhumadores que el cadáver era en efecto un vampiro activo y que la estaca había dado fin a su existencia. 
Esta labor de exhumación, en la que participaban sacerdotes, autoridades de las aldeas e incluso los familiares del difunto, era temida ya que muchos sufrían serios trastornos debido a la inhalación de estos gases -producto de la fermentación o descomposición orgánica- cargados de bacterias que brotaban del cadáver al ser manipulado.

## El vampiro en la cultura popular y las artes

### El vampiro en la literatura

#### Literatura académica o erudita

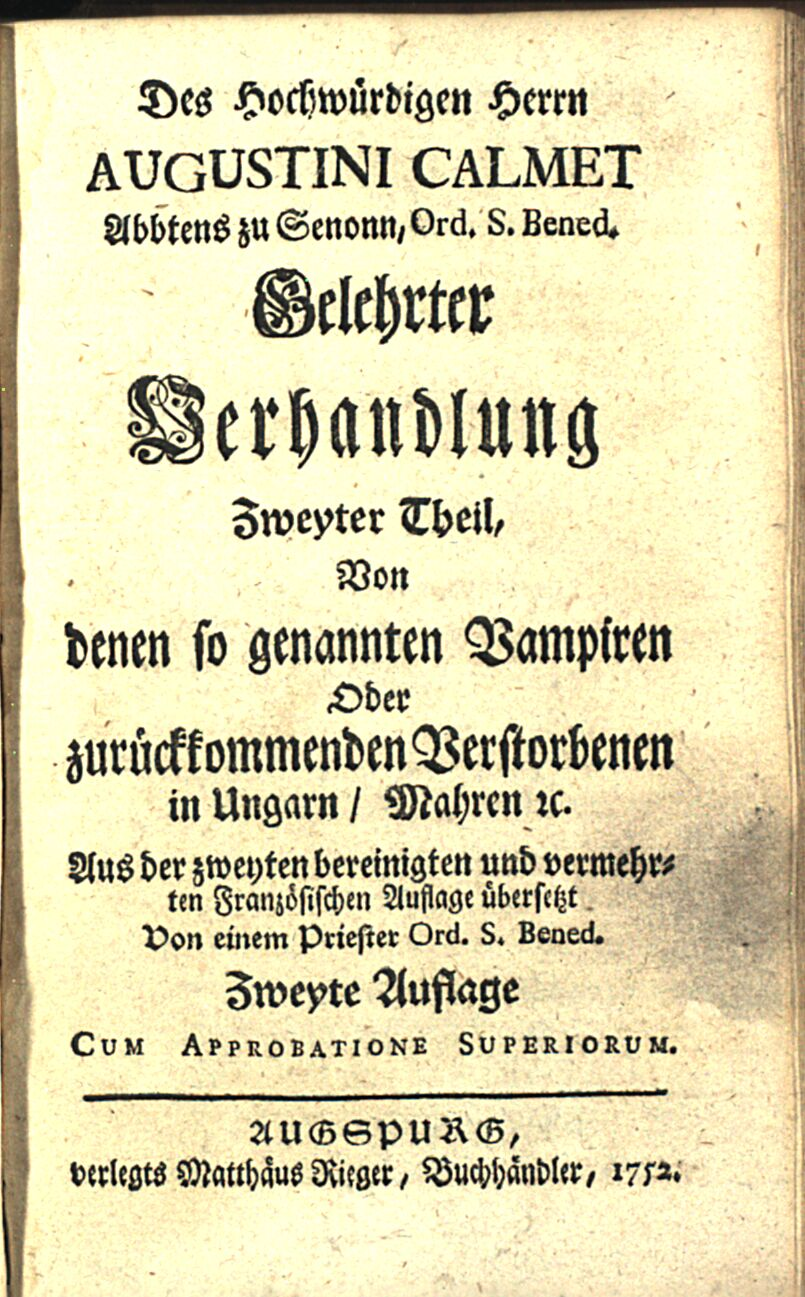
Portada del tratado de Calmet sobre fantasmas y vampiros, versión en alemán (1752).

Los escritos que intentan compilar y analizar racionalmente el tema con argumentos filosóficos, teológicos y científicos, aparecen en Europa en los siglos XVII y XVIII cuando incidentes atribuidos a vampiros, probablemente epidemias e histeria colectiva, barrieron numerosos países de Europa Oriental. Esto produjo un interés generalizado en el tema, generando comentarios de escritores de la talla de Voltaire, Descartes y Rousseau o el padre Benito Jerónimo Feijoo quien en sus "Cartas eruditas y curiosas" (1742) dedica la carta XX a comentar el ensayo sobre vampiros escrito por Calmet.
Entre los primeros tratados publicado en Europa sobre vampiros está el titulado "Conceptos racionales y cristianos sobre vampiros o chupasangres" escrito en 1733 por Johann Christoph Harenberg, filósofo, teólogo e historiador alemán. Pero uno de los autores más famosos sobre el tema fue el monje benedictino francés Dom Augustin Calmet (1672-1757), abad de Senones, destacado exégeta e ideólogo de la Inquisición que escribió, entre otras muchas obras, un libro titulado El Mundo de los Fantasmas que incluye el ensayo titulado Negociación y explicación de la materia y características de los Espíritus y los Vampiros, y así de los retornados de la muerte en Hungría, Moravia, etc. Con esta obra, Calmet realizó la primera diferenciación clara entre los vampiros y los demás espíritus y demonios planteando interrogantes sobre la naturaleza del vampiro, si está realmente muerto, o mediante qué mecanismo es capaz de escapar de la tumba, y qué clase de energía mueve su cuerpo, concluyendo que, a pesar de su naturaleza maligna, los vampiros son seres creados por Dios. Igualmente señala que el paganismo no era causa suficiente para conversión en vampiro, pues de lo contrario los romanos y griegos, que adoraban a dioses paganos, se habrían transformado todos en vampiros.
En 1820 la editorial Chez Masson publica en París Histoire des vampires et des spectres malfaisans, obra de Jacques Collin de Plancy, publicada por primera vez en español en febrero de 2025 con el título Historia de los vampiros y de los espectros maléficos (trad. Ángel Espinosa Gadea). En este ensayo Jacques Collin de Plancy trata de desterrar la creencia en el vampirismo; sin embargo, para acometer su tarea rastrea la genealogía de la figura del vampiro desde las civilizaciones antiguas hasta el momento de su publicación en 1820, lo que contribuyó a consolidar y propagar el mito del vampiro. 
En Inglaterra el tema del vampirismo fue tratado en “The Vampire. His Kith and Kin” (1928) y en El Vampiro en Europa (1929) por Montague Summers, quien realiza estudio sobre el tema y describe la presencia vampírica a lo largo de la historia, desde la Antigua Grecia hasta la época moderna, en diversos países de Europa.

#### Literatura de ficción
Si bien en el siglo XVIII Goethe en su obra La novia de Corinto (Die Braut von Korinth) (1797) le da la protagonista el carácter de una vampiresa, los relatos literarios sobre vampiros proliferan prácticamente a partir del siglo XIX en medio de la corriente literaria del momento, es decir el romanticismo. En 1816, el poeta inglés Lord Byron pasaba unos días en las orillas del Lago Leman (Suiza) junto a un amigo, el médico John William Polidori. Mientras se hallaban en medio de una fiesta con el reconocido poeta Percy Shelley y su última mujer, Mary, se desató una tormenta alpina, que los obligó a permanecer en el interior de la casa, contando historias de miedo para entretenerse, hasta que en un determinado momento algunos de los presentes se retaron a escribir la mejor historia de terror y misterio de todos los tiempos. Como resultado Mary Shelley empezó a escribir su famosa novela Frankenstein, un mito mefistofélico de nuestro tiempo; Byron escribe el poema épico The Giaour, en el cual ya está presente la combinación del horror y de la lujuria que el vampiro siente y el concepto de los no-muertos que pueden pasar su maldición a los vivos, pero no llegó a completar la obra. Su amigo Polidori lo incluye en su obra titulada El Vampiro, un Cuento, novela publicada en 1819 cuyo protagonista, el «señor Ruthven», está inspirado en el propio Byron. Una secuela no autorizada de esta novela es llamada Lord Ruthwen ou les Vampires (1820) del autor francés Cyprien Bérard, seudónimo de Charles Nodier, que la adaptó en el primer melodrama de vampiros teatral.
En 1841 en Rusia se publicaron dos relatos del género gótico fantástico sobre vampiros, escritos por Alekséi Konstantínovich Tolstói (1817-1875): El vampiro centrado en la figura del “upyr” ruso, y La familia del Vurdalak ambientado en Serbia y basado igualmente en el mito eslavo.
Entre 1845 y 1847 aparece en Londres Varney the Vampire or The Feast of Blood, folletín victoriano de horror gótico, cuyo autor no está plenamente identificado pero se atribuye sea James Malcolm Rymer o Thomas Preskett, ambos muy prolíficos y conocidos en el campo de los llamados "Penny Dreadful" (folletín escabroso).
En 1872, se publica Carmilla, novela corta escrita por Joseph Sheridan Le Fanu que muestra muchas características del terror gótico, e incluye una leve influencia de contenido erótico particular propio de los vampiros.
La novela gótica más famosa sobre vampiros sin duda es Drácula, del escritor irlandés Bram Stoker, publicada en 1897, cuyo protagonista personifica la fascinación de lo prohibido y es una figura simbólica clásica de la sexualidad reprimida, característica de la sociedad victoriana en la que el autor vivió. Inspirándose en la medieval Saga de Grettir, el escritor estadounidense del naturalismo Frank Norris escribió Grettir en la granja de Thorhall / Grettir at Thorhall-Stead (1903).
En 1954 el escritor Richard Matheson publica la novela de ciencia ficción Soy leyenda que narra un futuro mundo postapocalíptico regido por vampiros, y el protagonista es el último humano. Matheson desarrolla la quizás sea la primera explicación racional del vampirismo, descubriendo en la trama que es provocado por una bacteria. La novela cuenta con varias adaptaciones fílmicas.
En 1975, Stephen King, que posteriormente se convertiría en un maestro de literatura de horror, publica una novela de vampiros llamada "Salem's Lot", que narra el regreso de un escritor famoso a su pueblo natal justo en el momento en que este se ve conmocionado por sucesos extraordinarios y aterradores que posteriormente se revelan como ocasionados por la llegada de un vampiro. La novela fue llevada a la televisión como miniserie en 1979 y se hizo una versión de la misma en 2004.
La más importante revisión literaria del mito del vampiro después de Drácula, se produjo a finales del siglo XX (1976), cuando la escritora norteamericana Anne Rice publicó las Crónicas Vampíricas, una trilogía compuesta por las novelas Entrevista con el Vampiro, Lestat el Vampiro y la Reina de los Condenados, que después, dado su enorme éxito comercial y cinematográfico, ha continuado con secuelas como Memnoch el Demonio y Armand el Vampiro. Los vampiros concebidos por Rice son personajes adaptados al gusto de las sociedades contemporáneas, aptos para todos los públicos, carentes de la maligna crueldad sin remordimientos de sus antecesores literarios y de los personajes reales que los inspiraron; mostrándose como unos entes elitistas, posmodernos y confusos, solo un poco pervertidos, con sentimientos de culpabilidad y humanizados, sumergidos en el pensamiento filosófico de la Nueva Era sin representar la maldad y bestialidad en estado puro que caracterizan al vampiro mítico tradicional o folclórico.
A partir de 1986, el escritor británico Brian Lumley, aportó al género literario de vampiros su serie Necroscopio (las Crónicas Necrománticas) que narra los enfrentamientos de su protagonista contra diversos seres de naturaleza vampírica a los que, desmarcándose completamente de las convenciones y tradiciones del mito, presenta como parásitos que se sirven de los humanos y animales para sobrevivir, mejorando biológicamente a sus hospedadores otorgándole poderes sobrehumanos, mientras sustituyen progresivamente su personalidad.
A principios de los 90 aparece The Vampire Diaries, una serie de novelas escritas por L. J. Smith, quien también explota el mito en su saga Night World.
En 2004 se publicó Déjame entrar (Låt den rätte komma in), novela del escritor sueco John Ajvide Lindqvist, destacada por tener como protagonistas a Oskar, un solitario niño acosado por sus compañeros de colegio, y a Eli una vampiresa que aparenta 12 años, mostrando otra visión no menos siniestra del mito y para la cual el autor confiesa haberse inspirado en su propia niñez, en Carmilla y en la película The crying game (Juego de lágrimas).
En 2005 aparece la saga de gran éxito sobre vampiros modernos, compuesta por las novelas Crepúsculo (serie), Crepúsculo, Luna Nueva, Eclipse y Amanecer, escritas por Stephenie Meyer, sobre el romance entre Edward Cullen, un vampiro de 100 años con apariencia de tener 17 y Bella Swan, una adolescente normal. Para saber más, consúltense los estudios académicos "De Dràcula a Crepuscle. El mite del vampir en la literatura juvenil" de Carme Agustí Aparisi y "Serenum mortis o la literatura que viene: Del vampiro como germen literario a la postmodernidad vampirizante del siglo XXI" de Rafael Negrete-Portillo.
En 2008 se empieza a publicar otra saga sobre vampiros y adolescentes, escrita por Claudia Gray y compuesta por: Medianoche (2008), Adicción (2009), Despedida (2010) y Renacer (2011) protagonizada por Bianca, hija de vampiros, que se enamora de Lucas, un joven caza-vampiros.
En 2012 se publicó El umbral del bosque, novela gótica escrita por Patricio Sturlese ambientada en el siglo XVII, que incorpora mitos sobre vampiros del folclore escandinavo.

### El vampiro en las artes escénicas

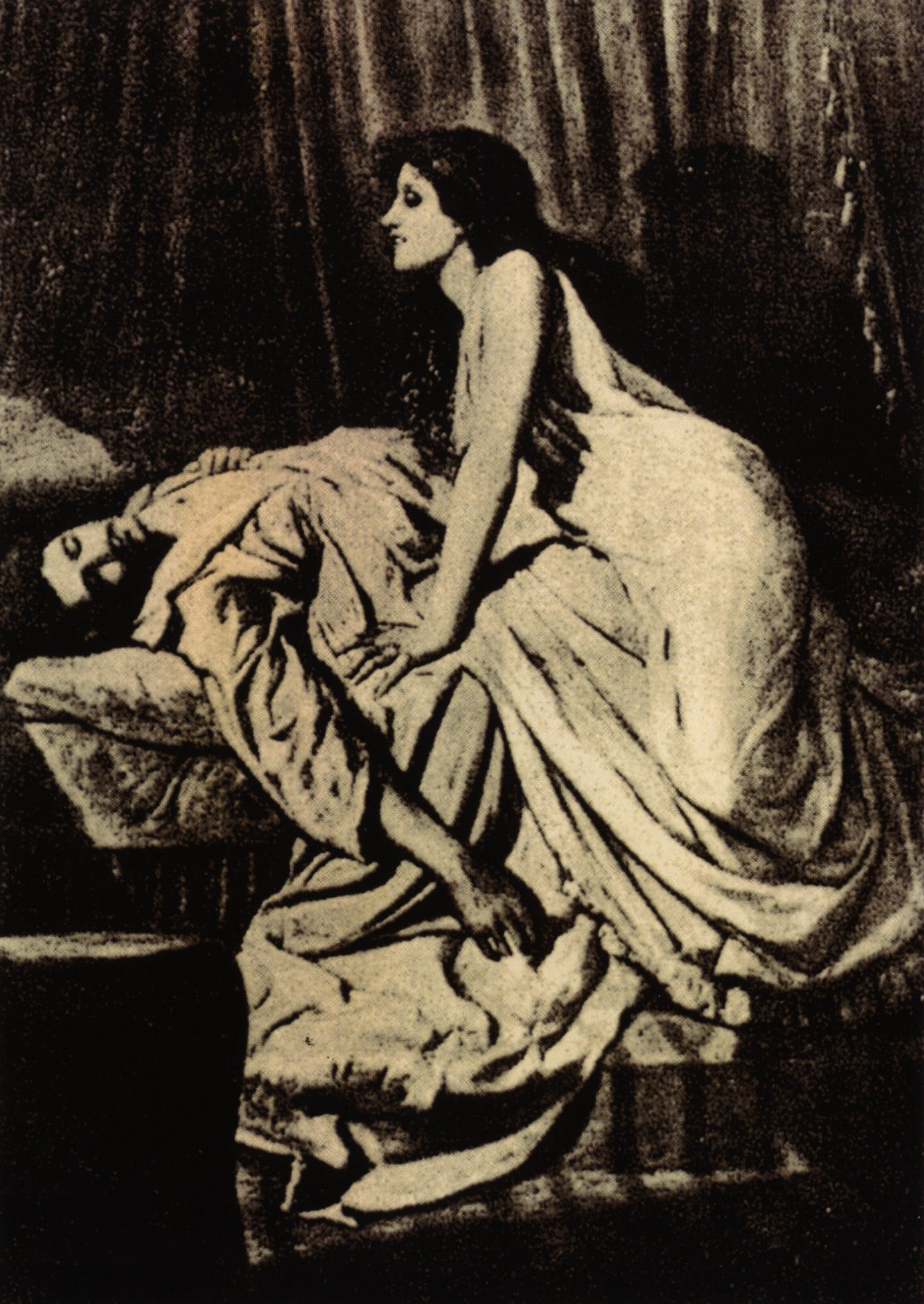
Philip Burne-Jones, The Vampire, 1897.

- Ópera: la opera en dos actos Der Vampyr (El vampiro), con música compuesta por Heinrich Marschner y libreto de Wilhelm August Wohlbrück basado en la obra de John William Polidori, se estrenó en Leipzig. en 1828 con gran éxito. En el 2000 se presentó en Madrid una versión en castellano.

- Teatro: En 1820 en Londres y Dublín se representó una versión teatral basada en la obra del doctor Polidori. Drácula apareció en el teatro por primera vez en 1897, con la obra Drácula, o el No-Muerto escrita por el propio Bram Stoker y la première tuvo lugar en el Royal Lyceum Theatre de Londres. Más popular resultó la versión de Hamilton Deane, estrenada en 1923, que para simbolizar al murciélago introduce en la caracterización del personaje la capa de terciopelo o cuero negro en el exterior y seda roja en el interior, quizás el más característico de los leitmotivs vampíricos. Bela Lugosi, el actor que más brillantemente ha representado ese papel en el cine y en el teatro, fue enterrado envuelto en su capa en cumplimiento de sus deseos.[83]

- El musical Tanz der Vampir (El baile de los vampiros), con música de Jim Steinman y basado en la película homónima de Roman Polanski quien también dirigió la producción original, fue estrenado 1997 en Viena y ha sido representado en todos los continentes.

- Ballet: probablemente el primero que trató el tema del vampiro fue Polichinel vampire, ballet-pantomima en un acto escrito por François Alexis Blache, con música de M. Alexandre y representado por primera vez en 1823.[84] Luego aparece Morgano de Paul Taglioni y J. Hetzel (Berlín, 1857). A este le siguió Il Vampiro con música de Paolo Giorza, producido en Milán en 1861. En 1956, en Inglaterra se representó Vampaera de Peter Darrell. En 1980 apareció Love, Drácula de James Kudeka, interpretado por Les Royal Ballets Canadians, y en 1992, Drácula de Stuart Sebastian, ejecutado por el Dayton Ballet y el American Repertory Ballet.

### El vampiro en la escultura
Apenas ha sido representada la figura del vampiro en la escultura. Prácticamente las únicas obras sobre tema vampírico son las que representan a seres mitológicos que, sin ser vampiros, están relacionados con ellos o incluso pueden considerarse origen del mito, como las lamias o ciertas representaciones de Lilith.

### El vampiro en la pintura
En pintura destacan obras como El vampiro de Edvard Munch, realizada en el año 1895 o El Vampiro Glorioso, de Boleslas Biegas, que data de 1916 y pretende ser un alegoría del horror de la Primera Guerra Mundial, aunque también de la mujer fatal, representada por un ser con más semejanza con las lamias que con el vampiro propiamente dicho.

### El vampiro en la pantalla
Se han filmado una infinidad de películas y series de terror en cine y televisión sobre vampiros. Y el mito ha inspirado esporádicamente también a muchos comediantes, tales como Los Tres Chiflados, Bud Abbot y Lou Costello, quienes incorporaron el personaje del vampiro en sus comedias.

#### Cine

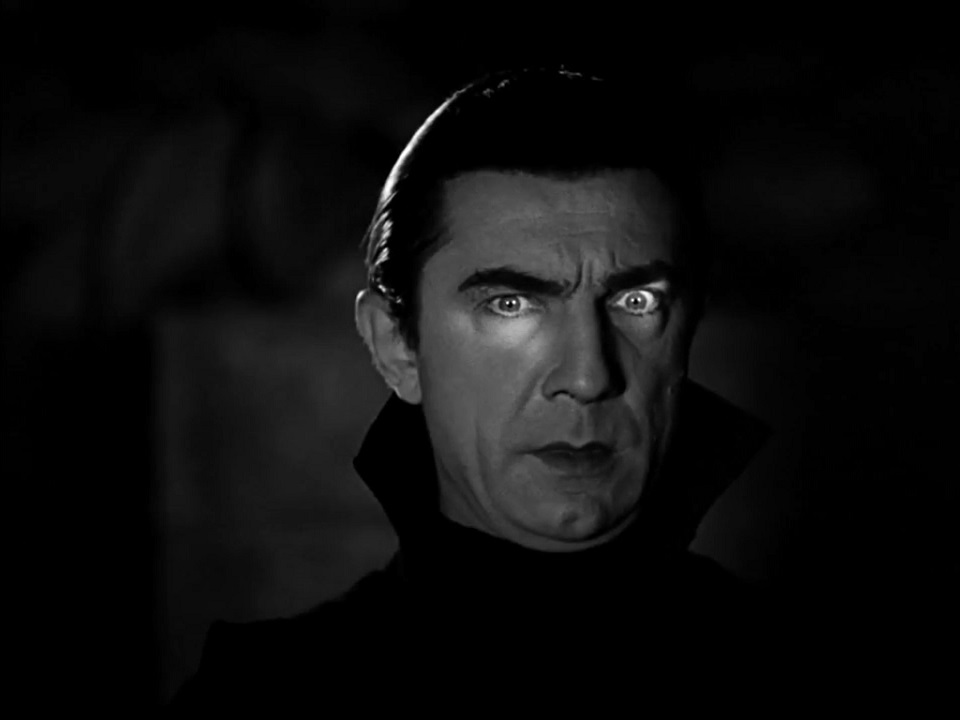
El Conde Drácula interpretado por Béla Lugosi en la versión de 1931 de Drácula.

El vampiro fue llevado al cine por primera vez en 1922, bajo el título Nosferatu, eine Symphonie des Grauens, con la inolvidable interpretación de Max Schreck y dirigida magistralmente por F.W. Murnau. Desde entonces, el vampiro, ha protagonizado incontables producciones cinematográficas. 
Un memorable filme de Fritz Lang es M, el vampiro de Düsseldorf de 1931, inspirado en el caso de la vida real de un asesino serial de niños que conmovió a Alemania. A pesar de su título no es realmente una película del género.
La imagen del vampiro-Drácula por excelencia en el cine de las primeras épocas ha sido la del actor húngaro Béla Lugosi quien protagonizó la versión clásica de Drácula dirigida por Tod Browning en 1931. En 1958 la novela Drácula volvió a ser adaptada para cine con un toque más erótico a cargo del actor inglés Christopher Lee quien llegó a ser identificado con el personaje tanto o más que Lugosi, protagonizando cerca de 10 títulos con esa temática. En 1979, se filmó una nueva versión de Drácula protagonizada por Frank Langella y en 1992 Francis Ford Coppola realiza Drácula, de Bram Stoker, más fiel a la novela original que las anteriores versiones y en la que hace gala de todos los recursos que el cine permite para convertir cualquier fantasía en imágenes.
En 1967, con un toque de comedia negra y con la introducción del primer vampiro gay en el cine, el director polaco Roman Polański agregó con éxito a la filmografía sobre el mito la película El baile de los vampiros.
En 1979 el director alemán Werner Herzog filmó otra versión de Nosferatu, fantasma de la noche (Nosferatu: Phantom der Nacht) protagonizado por Klaus Kinski, Bruno Ganz e Isabelle Adjani.
Tom Holland dirigió en 1985 Fright Night (La hora del espanto en México y Argentina, y Noche de miedo en España). Se trata de un filme con más humor que terror en el que Roddy McDowall interpreta a un actor devenido en improvisado cazador de vampiros. La película tuvo una secuela (Fright Night II) en 1988 y una versión en 2011 protagonizada por Colin Farrell.
Drácula, de Bram Stoker es una película estadounidense de terror y romance estrenada en 1992. Dirigida por Francis Ford Coppola y producida por Columbia Pictures; el guion de la cinta fue escrito por James V. Hart basándose en la novela Drácula de Bram Stoker.
En 1994 se realizó la película Entrevista con el vampiro dirigida por Neil Jordan y basada en la novela homónima de Anne Rice quien elaboró también el guion.
En 1995, Mel Brooks dirigió la sátira Drácula, muerto pero feliz, donde él mismo interpreta a Van Helsing mientras que el rol protagónico corre a cargo de Leslie Nielsen.
En 1996 se filmó Del crepúsculo al amanecer, que narra un enfrentamiento entre humanos y vampiros en un bar de México, con dirección de Robert Rodriguez, guion de Quentin Tarantino e interpretada por George Clooney, Salma Hayek, Harvey Keitel y el mismo Tarantino.
El cineasta John Carpenter también hizo un aporte al género con su película de western-horror Vampiros en 1998, año en el cual aparece también Blade saga fílmica de acción, protagonizada por un dhampiro o cazador de vampiros contemporáneo, basada en cómic del mismo título.
En el 2003 se inició otra saga fílmica compuesta por Inframundo (Underworld), Underworld: Evolution (2006) y Underworld: Rise of the Lycans (La rebelión de los licántropos) (2009), que narra una antigua guerra entre vampiros y hombres lobo. Underworld (serie de películas) es una serie de películas de cine de ciencia ficción y acción creada por Len Wiseman, Patrick Tatopoulos, Måns Mårlind y Björn Stein. Durante siglos, dos razas han ido evolucionando en las profundidades de la Tierra: los aristocráticos y sofisticados vampiros y los brutales hombres-lobo (Lycans), cuya existencia siempre había formado parte del mundo de los mitos y las leyendas. 
El cine de animación cubano produjo en 1985 Vampiros en La Habana, una comedia sobre las aventuras de un vampiro adolescente cubano y en 2005 apareció la película animada The Batman vs. Dracula, una síntesis-adaptación de la trilogía de novelas gráficas publicadas por Elseworlds, sello de DC Comics, compuesta por “Lluvia Roja” (Red Rain), “Tormenta de Sangre” (Blood Storm) y “Niebla Carmesí” (Crimson Mist), en donde Batman enfrenta y derrota, sacrificando su humanidad al volverse vampiro, a un recién resucitado Drácula, así como a una horda de vampiros que liderados por el Joker aterroriza Ciudad Gótica.
En 2008, se estrenó la película sueca Déjame entrar, la primera adaptación del libro homónimo y dirigida por Tomas Alfredson. En 2010 estrenaron otra adaptación también homónima dirigida por el estadounidense Matt Reeves. 
En noviembre de 2008 se estrenó Crepúsculo basada en la saga escrita por Stephenie Meyer, seguida de las secuelas The Twilight Saga: New Moon en 2009, The Twilight Saga: Eclipse en 2010, The Twilight Saga: Breaking Dawn - Part 1 en 2011 y The Twilight Saga: Breaking Dawn - Part 2 en 2012. Crepúsculo: La saga es una serie de cinco películas de fantasía romántica de Summit Entertainment, basada en las cuatro novelas de la autora estadounidense Stephenie Meyer.
En octubre del 2009, se estrenó Cirque du Freak: The Vampire's Assistant basada en la saga escrita por Darren Shan, protagonizada por Chris Massoglia, Josh Hutcherson y John C. Reilly. Narra la vida de un chico que se transforma en semi-vampiro para convertirse en asistente y aprendiz del vampiro Larten Crepsley, luchando contra vampiros sedientos de sangre humana.
En 2013 se estrenó Only lovers left alive, de Jim Jarmusch, que narra una historia de amor entre vampiros.
En 2014 se estrenó Dracula Untold del director Gary Shore y protagonizada por el actor gales Luke Evans. La película cuenta la historia de cómo el Príncipe Vlad se convierte voluntariamente en vampiro para salvar su reino de la invasión Turca, dando así origen a Drácula, que en la película es interpretado como Hijo del Diablo.
El año 2014 también se estrenó What We Do in the Shadows (Lo que hacemos en las sombras) un mockumentary que muestra la vida de 4 vampiros (que viven en una casa en Wellington, Nueva Zelanda) y cómo estos se las arreglan en la vida moderna -con internet, teléfonos móviles y salidas a la discoteca- a pesar de provenir de épocas muy diferentes (pues al ser vampiros, son inmortales). Estos 4 personajes representan a la vez estereotipos recurrentes de los vampiros en la cultura popular: Vladislav representa a Vlad lll o Vlad Drăculea, un distinguido y sexy conde que aprovecha sus poderes de seducción para conseguir nuevas víctimas; Viago, que encarna la forma más clásica del vampiro culturalmente (cabello negro, piel blanca, ropa aristocrática del siglo XIX y sangre por todas partes) pero a la vez es el más sociable y quien cohesiona al grupo; Deacon, quien fue convertido en vampiro en la Segunda Guerra Mundial (este no coincide tanto con un estereotipo de vampiro pero representa la idea de que estos sobreviven a través del tiempo) y por último Petyr, de quien apenas se sabe mucho, pues pasa sus días (y sus siglos) encerrado en el sótano de la casa: este representa claramente a Nosferatu, pues tiene ocho mil años y a pesar de tener nulo contacto con el mundo exterior, es el que más poderes sobrenaturales tiene. El 'falso documental' muestra sus vidas en el día a día, cómo estos no pueden salir de casa si hay luz del sol y deben arreglárselas para entrar a algún bar o discoteca (pues primero tienen que ser invitados) y finalmente, a pesar de que son vampiros y su único deseo es chupar sangre, a veces extrañan su vieja vida humana. El filme interactúa constantemente con los clichés existentes sobre los vampiros (como por ej. su rivalidad con los hombres lobo) y finalmente muestra una cara más cálida y divertida respecto a lo que generalmente se muestra sobre ellos.
- Las 35 mejores películas de vampiros de la historia del cine

#### Televisión
El primer vampiro protagonista en TV posiblemente sea Barnabas Collins, atormentado personaje de la exitosa serie de la ABC Sombras tenebrosas emitida entre 1966-1971. Décadas después y para entretener a un público preferentemente adolescente, en 1997 aparece la serie Buffy, la cazavampiros, que alcanzó el éxito con 7 temporadas hasta 2003 y de la cual se desprendió una nueva serie con el mismo nombre que su protagonista, el vampiro llamado Ángel.
En 1973 Dan Curtis dirigió Drácula, una adaptación para televisión de la novela de Bram Stoker escrita por Richard Matheson, Jack Palance interpreta al conde vampiro.
En 1979, bajo la dirección de Tobe Hooper y producida por Warner Bros. Pictures, se adapta para televisión a manera de miniserie, la segunda novela de Stephen King, llamada "Salem's Lot", que narra la historia de un escritor famoso, Ben Mears (interpretado por David Soul) que regresa a su pueblo natal, cuyo nombre le da título a la novela, justo en el momento en que este está siendo "invadido" por un vampiro.
La serie canadiense de 1989 El Señor de las tinieblas (Forever Knight) tuvo como protagonista a un vampiro de 800 años trabajando como detective de homicidios solo de noche, con un refrigerador bien abastecido de sangre de animales, y un coche clásico con un enorme maletero donde se ocultaba del sol si lo sorprendía el día. 
En 2004 se adapta nuevamente a televisión "Salem's Lot" de Stephen King. En esta oportunidad con Rob Lowe en el papel de Ben Mears, y los impresionantes Rutger Hauer y Donald Sutherland como el vampiro Kurt Barlow y su ayudante humano Richard Straker.
En 2007 se estrenó la serie Moonlight protagonizada por Mick St. John, otro vampiro detective, de la cual solo se realizó una temporada.
Otra serie de televisión es True Blood, estrenada en 2008 y basada en los libros de la colección Southen vampires de la escritora Charlaine Harris. Trata sobre las aventuras de una camarera telépata, Sookie Stackhouse, en un mundo donde los vampiros han salido a la "luz".
Entre 2008-2013 se emitió la serie Being Human en la televisión británica. Being Human cuenta con protagonistas como Aidan Turner como el vampiro John Mitchell, Russell Tovey como el mujer lobo George Sands y Lenora Crichlow como la fantasma Annie Sawyer.
En 2009 se estrenó la serie The Vampire Diaries, basada en las novelas homónimas de L. J. Smith y en Israel se estrenó Split, la primera serie de vampiros realizada en este país. 
Varias series de animación japonesa, tales como Vampire Hunter D, Hellsing, Monogatari, Vampire Knight, Karin, Kamen Rider, Dance in the vampire Bund, Trinity Blood, Tsubasa Tokyo Revelations, Shingetsutan Tsukihime, Nightwalker:The Midnight Detective, Vampire Princess Miyu, Blood+, Rosario + Vampire, Blood Lad, Shiki y Strike the Blood, son protagonizadas por un vampiro o mencionan el mito del vampiro. Otra serie en dibujos animados para TV sobre vampiros para la audiencia infantil es El conde Pátula, un pato-vampiro, principal antagonista de Danger Mouse y protagonista de su serie spin-off. 
En la serie de animación Spawn, el capítulo 2 de la tercera temporada incluye el personaje de una mujer vampiro que asegura debe su condición a que fue violada por un Hellspawn.
En la serie American Horror Story Hotel, quinta temporada de la antología estrenada el año 2011, el personaje de la Condesa Elizabeth interpretado por Lady Gaga tiene muchos atributos que la definirían casi como un vampiro, como ser cuasi inmortal, la necesidad de beber sangre y una actitud lujuriosa, entre otras cosas.

### El vampiro en los cómics y mangas
Los vampiros son tema frecuente en las historietas y novelas gráficas de terror, tales como Blade, protagonizada por un cazavampiros híbrido entre humano y vampiro, es decir un dhampiro. En esta serie se propone el origen genético de los vampiros en vez del tradicional sobrenatural, siendo el conde Vlad Drácula (Drake en el cómic) el primero de la especie denominada Hominus nocturna.
De los manga sobresale la serie Hellsing, en la que la orden de los Caballeros Protestantes Reales, descendientes de la familia de Abraham Van Helsing, luchan contra seres sobrenaturales como vampiros, demonios y ghouls.
En 1981 DC Comics introdujo un nuevo personaje vampiro, Andrew Bennet en la serie de terror The House of Mistery. Su vida y aventuras eran contadas en una serie de episodios bajo el título I, Vampire. Estos episodios dominaron la mayoría de los nímeros de House of Mistery desde marzo de 1981 (N.º 290) hasta agosto de 1983 (N.º 319).